# 발렌시아 CF
발렌시아 클루브 데 푸트볼, S.A.D.(스페인어: Valencia Club de Fútbol, S.A.D. baˈlenθja ˈkluβ ðe ˈfuðβol[*], 카탈루냐어:  vaˈlensia ˈklub de fubˈbɔl, 발렌시아 축구단, 스포츠 공개 유한 법인)는 흔히 발렌시아 CF(스페인어: Valencia CF) 혹은 발렌시아(스페인어: Valencia)로 알려진 스페인 축구 1부 리그 라 리가의 축구단이다. 발렌시아는 6차례 라 리가를 우승했으며, 코파 델 레이를 8번, 수페르코파 데 에스파냐를 1번, 그리고 코파 에바 두아르테를 1번 우승했다. 유럽대항전에서 발렌시아는 인터시티스 페어스컵을 2번, UEFA컵을 1번, 컵위너스컵을 1번, 유럽 슈퍼컵을 2번, 그리고 인터토토컵을 1번 우승했다. 발렌시아는 챔피언스리그 결승전에 2년 연속 진출하기도 했지만, 2000년에는 라 리가 경쟁 구단 레알 마드리드에, 2001년에는 독일의 바이에른 뮌헨에게 밀려 준우승을 거두었는데, 후자의 경우 연장전 끝에 1-1로 비기고 승부차기에서 패한 것이었다. 발렌시아는 구 G-14의 일원이었던 유럽의 대표적인 구단으로, 이후 유럽 구단회의 원년 회원이기도 하다. 도합하여, 발렌시아는 7번의 유럽 주요 대회 결승전에 진출하여 4번을 우승했다.
발렌시아는 1919년에 창단되어 1923년부터 55,000명까지 수용할 수 있는 메스타야에서 안방 경기를 치렀다. 구단은 2013년을 기점으로 시 북서쪽의 75,000명을 수용할 수 있는 노우 메스타야로 구장을 이전할 예정이었으나, 재정난으로 인해 구장 이전이 지연되었다.
발렌시아는 레알 마드리드와 바르셀로나에 이어 3번째로 지지세가 강한 스페인 축구단이다. 또한 등록 유료 회원 수로도 손꼽히는 규모의 지지 기반이 있는데, 50,000명이 시즌권을 구매했으며, 20,000명이 넘는 회원이 대기자 명단에 이름을 올리고 있으며, 이들은 75,000명을 수용할 수 있는 신구장에 전부 수용 가능하다.
수 년 동안 구단은 다수의 명망 높은 선수들을 유소년부, 혹은 "축구학교"에서 배출했다. 이들 중에 세계적으로 이름을 날린 선수로는 라울 알비올, 안드레스 팔로프, 미겔 앙헬 앙굴로, 하비에르 파리노스, 다비드 알벨다, 가이스카 멘디에타, 그리고 다비드 실바가 있다. 근래에 배출한 졸업생들로는 이스코, 조르디 알바, 후안 베르나트, 호세 루이스 가야, 카를로스 솔레르, 페란 토레스, 그리고 파코 알카세르가 있다.

## 역사
이 구단은 1919년 3월 5일에 창단되어 1919년 3월 18일에 공식적으로 창단 승인을 받았는데, 초대 회장은 옥타비오 아우구스토 밀레고 디아스였다. 초대 회장은 동전 던지기를 통해 선출되었다. 구단이 첫 치른 공식 경기는 1919년 5월 21일, 발렌시아 힘나스티코와의 원정 경기로 이 경기에서 0-1로 패했다.
1923년, 발렌시아는 1919년 12월 7일을 기점으로 안방 경기를 치르던 알지로스 구장을 떠나 메스타야 경기장에 입주했다. 메스타야에서 열린 첫 안방 경기의 상대는 카스테욘 카스탈리아였고, 이 경기는 득점 없이 무승부로 끝났다. 이튿날에 벌어진 경기에서, 발렌시아는 전날 상대와 재격돌하여 1-0으로 승리했다. 발렌시아는 1923년에 창단 첫 지역 대회 우승을 거두어 사상 첫 전국 컵대회인 코파 델 레이에 참가할 자격을 얻었다.

### 스페인 축구의 거함으로 성장하다

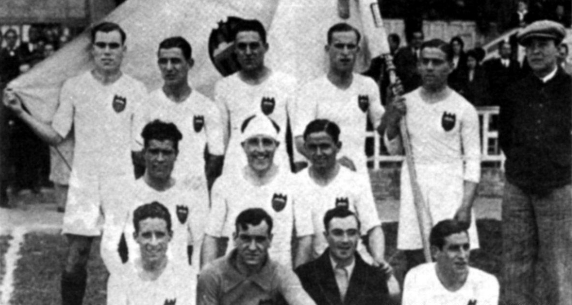
1931년의 발렌시아 선수단

스페인 내전은 에스파뇰과의 결승전에서 승리로 첫 전국 컵대회를 우승한 1941년까지 발렌시아 선수단의 성장을 막았다. 1941-42 시즌, 당시 컵대회 우승이 리그 우승보다 더 많은 인정을 받는 시대이긴 해도, 구단은 사상 첫 라 리가 우승을 거두며 또다시 성과를 올렸다. 구단은 꾸준히 전성기를 이어나가 1943-44 시즌과 1946-47 시즌에도 리그 정상에 올랐다.
1950년대에 들어, 구단은 1940년대에 거둔 성공을 재현하지 못하였으나, 구단 규모는 커졌다. 메스타야 구장은 보수 공사를 통해 45,000명까지 수용할 수 있게 되었고, 당시 구단에서 몇몇 스페인 국내외 선수들이 다수 활약했다. 스페인 국가대표 안토니오 푸차데스와 네덜란드 공격수 파스 빌커스가 메스타야의 구장을 누볐다. 1952-53 시즌, 발렌시아는 라 리가 준우승을 거두었고, 이듬해에는 대장군 컵으로 불리던 전국 컵대회에서 또다시 정상에 올랐다.

### 유럽 대항전에서의 성공
1960년대 초에 들어 리그에서의 위상이 하락했지만, 발렌시아는 인터시티스 페어스컵(UEFA컵 / 유로파리그의 전신)을 우승하며 첫 유럽대항전 우승을 경험했다. 1961-62 시즌, 발렌시아는 결승전에서 바르셀로나를 결승전에서 제압하며 첫 우승을 거두었다. 이듬해인 1962-63 시즌에는 크로아티아의 디나모 자그레브를 상대해 이번에도 정상에 올랐다. 발렌시아는 그 다음 해인 1963-64 시즌에도 인터시티스 페어스컵 결승전까지 올랐지만, 같은 스페인 리그의 사라고사에 1-2로 패했다.
2차례 올해의 유럽 선수로 지명되었던 알프레도 디 스테파노는 1970년에 사령탑에 올라, 1년차에 1947년 이래 처음이자 통산 4번째 라 리가 정상을 이끌었다. 발렌시아는 이번 우승으로 국내 리그 우승 구단들이 경합하는 유러피언컵 진출권을 손에 넣었다. 발렌시아는 1971-72 시즌 유러피언컵에 참가해 3라운드까지 올라갔지만, 헝가리 리그를 제패한 우이페슈트에게 두 경기를 모두 내주며 더 나아가지 못했다. 1971-72 시즌 국내 무대에서는 리그와 컵대회 모두 준우승에 머물렀는데, 각각 레알 마드리드와 아틀레티코 마드리드가 우승을 차지했다. 1970년대에 활약한 주요 선수로는 오스트리아의 미드필더 쿠르트 야라, 네덜란드의 공격수 요니 렙, 그리고 아르헨티나의 공격수 마리오 켐페스가 있었는데, 켐페스의 경우 1976-77 시즌과 1977-78 시즌에 연달아 라 리가 득점왕에 등극했다. 발렌시아는 1978-79 시즌에 파시에기토 감독의 지도 하에 또다시 코파 델 레이를 우승했고, 이듬해에는 결승전에서 잉글랜드의 아스널을 꺾고 유러피언 컵위너스컵을 우승했는데, 유럽대항전에서 발렌시아가 선전하는데 켐페스가 선봉에 섰다.

### 침체기

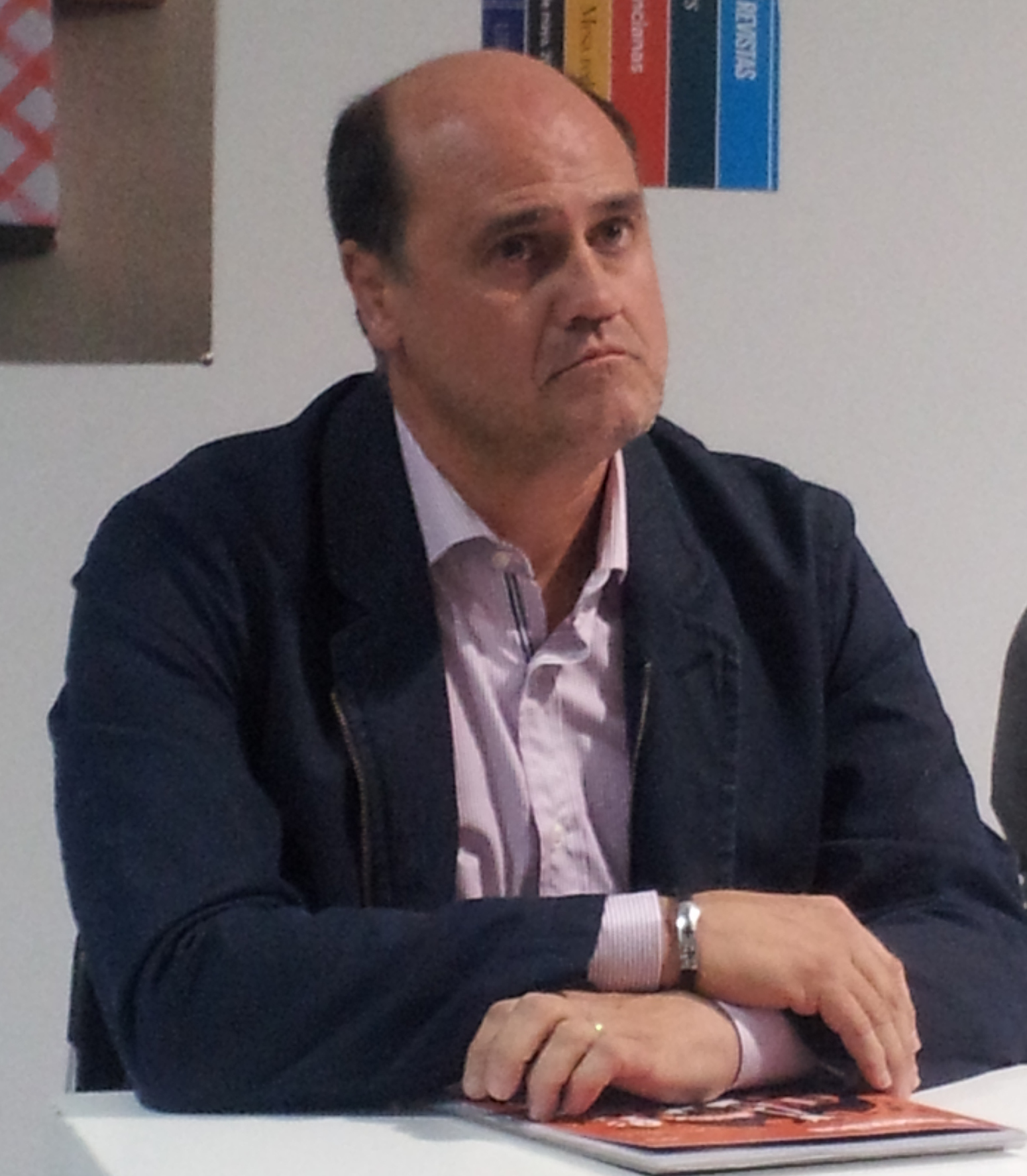
페르난도 고메스 콜로메르는 552번의 경기에 출전해 구단 역대 최다 출전자이다.

1982년, 구단은 밀랸 밀랴니치를 감독으로 내정하였다. 실망스러운 시즌 끝에 발렌시아는 7경기를 남겨 놓고 17위로 뒤처져 강등 목전까지 가기도 했다. 밀랴니치의 바통을 이어받은 콜도 아기레 감독은 타 구단이 자멸하는 행운이 겹친 덕에 강등을 피할 수 있었다. 1983-84 시즌과 1984-85 시즌에 구단은 비센테 토르모 회장의 실정으로 빚이 쌓였다. 결국, 1985-86 시즌 끝에 강등의 비극을 맞이하면서 구단의 상황은 바닥을 쳤는데, 선수와 이사진의 급여 연체와 윤리적 문제도 강등과 함께 수면으로 드러났다. 발렌시아는 스페인 1부 리그에서 55년 만에 강등당했다.
아르투로 투손이 새 회장으로 취임하면서 발렌시아를 다시 라 리가로 복귀시켰다. 1986년에 알프레도 디 스테파노가 다시 지휘봉을 잡았는데, 1986-87 시즌에 다시 1부 리그 승격에 성공했다. 디 스테파노는 1987-88 시즌까지 발렌시아를 지휘했는데, 구단은 승격 첫 해 리그를 14위로 마쳤다. 불가리아의 공격수 류보슬라프 페네프가 1989년에 구단에 합류하였고, 발렌시아는 1부 리그에서의 지휘를 다시 굳혔다. 휘스 히딩크는 1991-92 시즌에 구단의 지휘봉을 잡아 리그 4위의 준수한 성적과 코파 델 레이 8강이라는 괄목할 만한 성과를 냈다. 1992년, 발렌시아는 공식적으로 스포츠 공개 유한 법인으로 등록되었고, 히딩크는 1993년까지 구단을 지휘했다.
브라질 국가대표팀을 1994년 월드컵 우승으로 이끌었던 카를루스 아우베르투 파헤이라 감독이 대회 종료 후인 1994년 여름에 메스타야에 도착했다. 파헤이라는 스페인의 노장 골키퍼 안도니 수비사레타, 러시아의 공격수 올레크 살렌코, 그리고 프레드라그 미야토비치를 영입했지만, 파헤이라 감독의 선수단은 구단의 기대에 미치기에 역부족이었다. 그의 후임 감독으로 호세 마누엘 리엘로가 취임했다. 이후에도 루이스 아라고네스와 호르헤 발다노 같은 쟁쟁한 감독이 발렌시아를 지도하고, 브라질의 호마리우나 아르헨티나의 클라우디오 로페스, 아리엘 오르테가, 루마니아의 아드리안 일리에 같은 거성 외국인 선수들도 입단했지만, 1990년대 초까지 이어오던 성공의 가도에 부침이 있었다.

### 2000년대 국내와 유럽 무대 중흥기
발렌시아는 1999-2000 시즌 초에 바르셀로나를 이기고 수페르코파 데 에스파냐 우승을 차지했다. 발렌시아는 리그에서 3위를 차지했는데, 이 시즌 우승을 거둔 데포르티보와는 승점이 4점차였고, 준우승을 거둔 바르사와는 승점이 같았다. 그러나, 이 시즌에 거둔 최고의 성과는 챔피언스리그에서 거두었다. 발렌시아는 구단 사상 처음으로 유러피언컵 결승전에 올랐다. 그러나, 발렌시아는 생드니에서 열린 결승전에서 레알 마드리드에 0-3으로 완패하며 준우승에 만족해야 했다.
그 후 클라우디오 로페스는 구단과 결별하여 이탈리아의 라치오로 건너갔고, 하비에르 파리노스 또한 인테르나치오날레로, 제라르드도 바르셀로나로 갔다. 같은 해 욘 카레브, 루벤 바라하, 로베르토 아얄라, 비센테 로드리게스, 그리고 브라질의 좌측 수비수 파비우 아우렐리우가 입단했다. 또한 이듬해 1월에는 파블로 아이마르가 합류했다. 바라하, 아이마르, 비센테, 그리고 아얄라는 2000년대 초 발렌시아의 라 리가 중흥기를 이끈 발렌시아 선수단의 척추였다.
발렌시아는 2000-01 시즌을 순조로히 시작해 10경기 만에 리그 선두로 치고 나갔다. 그러나, 크리스마스 휴식기를 보내고, 챔피언스리그와 같은 대회를 병행하여 치를 역량 등의 최상위권 구단들이 감당해야 할 대가를 치르게 되었다. 두 차례의 조별 리그전을 통과한 후, 엑토르 쿠페르의 선수단은 8강전에서 아스널을, 준결승전에서 리즈 유나이티드를 연파하고, 대망의 결승전에서 바이에른 뮌헨과 격돌했다. 발렌시아는 2년 연속으로 유러피언컵 결승전 진출에 성공했다. 이번에는 결승전이 밀라노의 주세페 메아차에서 5월 23일에 열렸다. 가이스카 멘디에타는 경기 시작이 얼마 지나지 않아 페널티 킥을 성공시키며 1-0으로 앞서나갔다. 이후 산티아고 카니사레스 수문장이 메흐메트 숄의 페널티 킥을 막았지만, 후반전에 또 페널티 킥을 내주어 슈테판 에펜베르크의 골로 승부는 원점으로 돌아갔다. 연장전까지 승부가 나지 않으면서 승부차기로 승패가 갈렸는데, 마우리시오 펠레그리노의 실축으로 바이에른이 유럽 정상에 올랐고, 발렌시아는 2년 연속 준우승의 분루를 삼켰다. 설상가상으로 라 리가에서 5위를 차지한 발렌시아는 2001-02 시즌에 챔피언스리그 진출이 좌절되었다. 이 시즌 최종전을 앞두고 발렌시아는 캄 노우 원정에서 바르셀로나와 비기기만 해도 챔피언스리그 진출권을 얻을 수 있는 고지를 점했었다. 그러나, 동지는 적지에서 히바우두에 막판 결승골을 헌납해 2-3으로 패하면서 바르셀로나가 발렌시아의 챔피언스리그 진출권을 빼앗는 꼴이 되었다.
이 여파로 페드로 코르테스는 개인 사유와 겹쳐 1번의 코파 델 레이, 1번의 수페르코파 데 에스파냐, 그리고 2번의 챔피언스리그 준우승의 굵직한 성과를 내고 7월에 회장직을 내려놓았다. D. 하이메 오르티가 그의 후임 회장으로 선출되어 유럽 무대에서 선망을 산 구단의 중흥기를 이어나갈 의사를 밝혔다. 선수단과 이사진에도 큰 변화가 있었다. 테네리페의 승격을 이끈 라파엘 베니테스 감독이 이탈리아의 인테르나치오날레로 떠난 엑토르 쿠페르의 후임 감독으로 취임했다. 기존 선수들 중 가이스카 멘디에타, 디디에 데샹, 루이스 미야가 떠났고, 카를로스 마르체나, 미스타, 쿠로 토레스, 프란시스코 루페테, 곤살로 데 로스 산토스, 그리고 살바 바예스타가 입단했다.
1999년부터 2004년까지, 발렌시아는 구단 역사상 손꼽히는 전성기를 보냈다. 그 동안 발렌시아는 두 번의 라 리가를 우승했고, UEFA컵 1번, 코파 델 레이 1번, 그리고 UEFA 슈퍼컵을 1번 우승했는데, 앞은 모든 우승이 이 6년 사이에 이뤄졌고, 5번의 주요 대회 우승 외에도 두 번의 챔피언스리그 결승 진출 업적도 이룩했다.

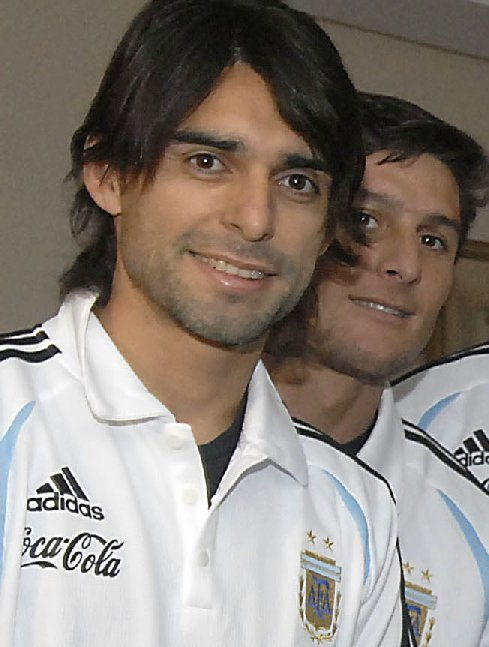
발렌시아가 국내 및 유럽 무대에서 이름을 날린 2000년대에 아르헨티나인 로베르토 아얄라는 선수단 수비의 척추였다.

2001-02 시즌은 레알 마드리드와의 중대한 개막전 승리로 산뜻하게 시작했다. 이어서 11경기 연속으로 승리하여 종전에 알프레도 디 스테파노가 1970-71 시즌 우승할 당시 세운 업적을 경신하였다.
2001년 12월 9일, 라 코루냐에서 데포르티보에 패하면서 주춤했던 발렌시아는 에스파뇰과의 류이스 쿰파니스 원정에서 승리하면서 리그 선두 추적에 박차를 가했다. 이 경기에서 전반 종료할 때 0-2로 끌려갔지만, 발렌시아는 후반전에 내리 3골을 넣어 3-2로 경기를 뒤집었다.
시즌 후반기에 베니테스의 발렌시아는 산티아고 베르나베우에서 레알 마드리드에 0-1로 패하면서 약간의 계획에 차질을 빚었지만, 이어지는 라스 팔마스, 아틀레틱 빌바오, 알라베스, 사라고사, 그리고 바르사와의 6연전에서 4승 2무의 호성적을 거두었다.
이 시즌 리그 우승 경쟁의 승부처는 에스파뇰전이었는데, 발렌시아는 0-1로 끌려가는 와중에 카르보니마저 퇴장당해 1명의 수적 열세에 놓였지만, 루벤 바라하가 2번 골망을 흔들어 2-1 역전승을 거두었다. 또한, 레알 마드리드가 아노에타 원정에서 레알 소시에다드에 패하면서 발렌시아는 승점 3점차 선두로 앞서나갔다.
2001-02 시즌 마지막 경기는 말라가와의 라 로살레다 원정 경기로, 발렌시아의 역사에 한획을 그은 날이기도 했다. 선수단은 베날마데나 원정에서 승리를 조준하기 위해 안정된 수비로 공세를 막아냈다. 로베르토 아얄라가 일찍 터뜨린 선제골과 전반전 종료를 앞두고 파비우 아우렐리우가 기록한 추가골에 힘입어 발렌시아는 통산 5번째 라 리가 우승을 거두었고, 31년 만에 스페인 정상에 등극했다.
발렌시아의 2002-03 시즌은 실망스러운 시즌이었는데, 구단은 라 리가 정상 방어에 실패한 것은 물론 챔피언스리그 진출 순위 밖인 5위로 밀려나 셀타 비고에게 유럽 최고 대회에 참가할 자리를 내주었다. 또한 발렌시아는 인테르나치오날레와의 8강전에서 원정 다득점으로 밀려 챔피언스리그 다음 라운드 진출에도 실패했다. 2003-04 시즌, 발렌시아는 시즌 대부분을 리그 선두로 달린 레알 마드리드에게 끌려다녔다. 2월에 들어 26경기를 치른 상황에 레알 마드리드는 승점 8점차로 앞서나갔다. 그러나 마드리드는 시즌 막판에 꾸준함을 이어나가지 못하면서 막판 5번의 리그 경기에서 모두 패해 발렌시아가 역전에 성공했고, 리그 정상에 다시 올랐다. 또한, 발렌시아는 같은 해에 UEFA컵도 우승했다. 이로써 발렌시아는 3년 사이에 2번의 라 리가 우승을 거두었다.
2004년 여름, 3년 동안 선수단을 지휘한 라파엘 베니테스가 구단과의 결별을 결정했는데, 스스로 회장과의 의견 불일치를 이유로 들었다. 그는 얼마 지나지 않아 리버풀의 새 감독으로 내정되었다. 그의 후임으로 첼시에서 해임된 지 얼마 지나지 않은 전 발렌시아 감독 클라우디오 라니에리가 취임했다. 그러나, 그의 발렌시아 2기는 실망스러웠는데, 발렌시아가 비록 라 리가를 역전 우승할 실날같은 희망을 품기도 했지만, 2월에 들어 순위가 7위까지 떨어졌다. 발렌시아는 챔피언스리그에서도 조별 리그에 조기 탈락하였고, 라니에리는 2월달에 즉시 해고장을 받았다. 2004-05 시즌에 발렌시아는 UEFA컵 진출권조차 얻지 못하고 마감했다.
2005년 여름, 헤타페 감독 키케 산체스 플로레스 감독이 발렌시아 지휘봉을 잡았고, 시즌을 3위로 마감해 2년 만에 유럽 최고 대회 진출권을 손에 다시 넣었다. 발렌시아는 2006-07 시즌 들어 또다시 많은 난관에 봉착했는데, 라 리가 우승 경쟁 대열에 들겠다는 목표는 주축 선수 다수의 부상으로 허망히 무산되었고, 플로레스 감독과 아메데오 카르보니 신임 단장 사이 내적 갈등이 불거졌다. 발렌시아는 리그를 4위로 마감했고, 챔피언스리그에서는 이탈리아 리그를 우승한 인테르나치오날레를 16강에서 돌려보내기도 했지만, 8강전에서 첼시에 합계 2-3으로 패해 탈락했다. 2007년 여름, 플로레스와 카르보니 간의 갈등은 앙헬 루이스가 카르보니를 대신해 발렌시아의 새 단장으로 취임하면서 끝났다.
2007년 10월 29일, 발렌시아 수뇌부는 리그에서 부진한 성적을 거두던 플로레스를 해고하고 오스카르 루벤 페르난데스에게 정식 감독을 물색할 때까지 감독 대행을 맡겼다. 마르첼로 리피나 조제 모리뉴가 감독이 될 것이라는 소문이 돌기도 했으나, 며칠 후, 네덜란드의 로날드 쿠만이 PSV를 떠나 발렌시아 감독으로 계약하였다. 하지만, 여전히 개선의 기미는 보이지 않았다. 설상가상으로 리그 15위까지 내려앉아 강등권까지 2점 차이를 내고 있었다. 2008년 4월 16일, 발렌시아는 비센테 칼데론에서 헤타페를 3-1로 이기고 통산 7번째 코파 델 레이를 들어올렸지만, 5일 후, 아틀레틱에게 빌바오 원정에서 1-5 대패를 당하면서, 쿠만 감독이 해임되었고, 보로가 잔여 시즌 동안 감독일을 대행했다. 보로는 쿠만이 후임당하면서 맞이한 오사수나와의 첫 경기에서 3-0으로 이겼다. 결국 보로는 발렌시아를 강등권에서 벗어나 안정된 중위권 경쟁 순위까지 끌어올렸고, 리그를 10위로 마감해 참사에 가까운 동지의 다사다난한 시즌을 마무리했다.

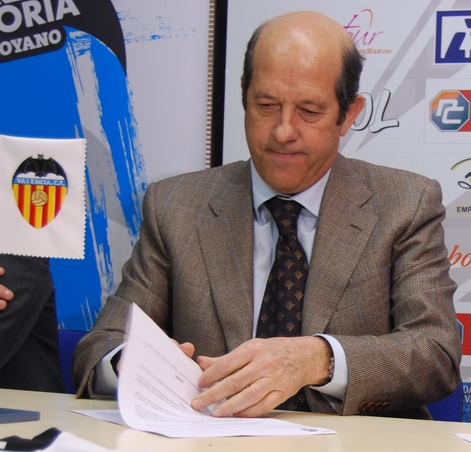
마누엘 요렌테 발렌시아 제35대 회장

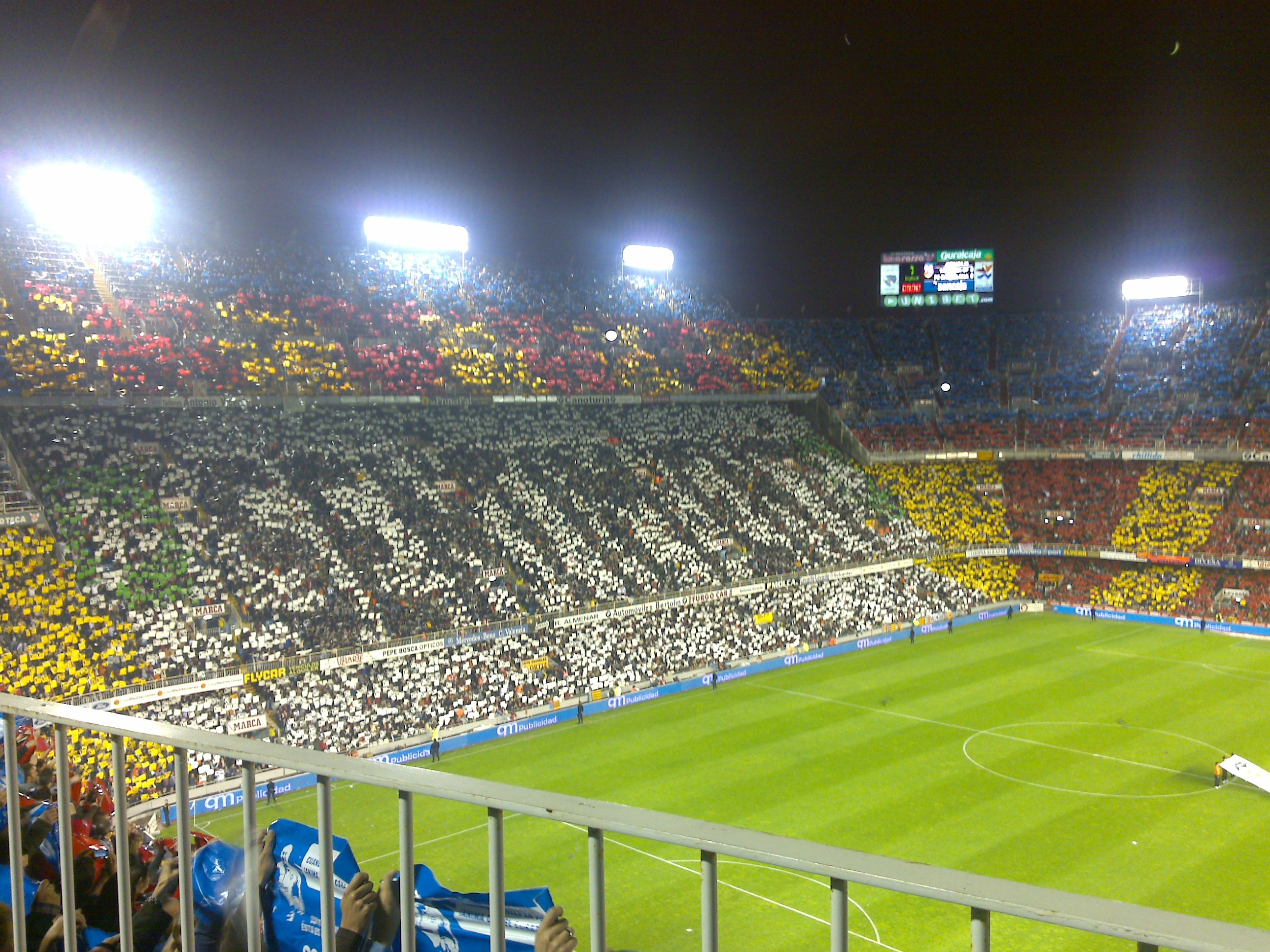
2009년, 메스타야의 카드 섹션

알메리아에서 큰 성과를 내 주가가 오른 우나이 에메리가 2008년 5월 22일에 발렌시아의 새 감독으로 내정되었다. 신예 감독은 처음 5경기 중 4경기에서 승리를 쟁취하며 훌륭하게 시즌을 시작하였고, 그 결과 발렌시아는 라 리가 선두를 달리기도 했다. 유럽대항전에서 인상적인 활약에도 불구하고, 동지는 이후 리그에서 부진의 수렁에 빠져 리그 순위가 7위까지 떨어지기도 했다. 부진의 늪에 빠진 와중에 구단의 부채가 €400M까지 불어난 것으로 확인되었고, 선수들의 임금이 몇 주 동안 체불된 것으로 밝혀졌다. 구단의 문제는 디나모 키예프와의 UEFA컵 경기에서 원정 다득점으로 패해 탈락하면서 악화되었다. 발렌시아는 라 리가 10경기에서 승점 5점을 추가하는데 그치면서, 구단은 연말까지 선수단의 주급을 감당하기 위해 융자금을 확보했다고 밝혔다. 이 발표로 분위기 반전을 이루는데 성공했고, 발렌시아는 이어지는 8경기 중 6경기에서 이겨 챔피언스리그 진출권을 확보할 수 있는 4위까지 상승했다. 그러나, 동지는 리그 종료 3경기를 남겨놓고 4위를 경쟁하던 아틀레티코 마드리드와 비야레알에 모두 패하면서, 리그를 6위로 마쳤고, 따라서 2년 연속으로 챔피언스리그 진출이 좌절되었다.

### 2010년대 부채 문제와 안정화 시기

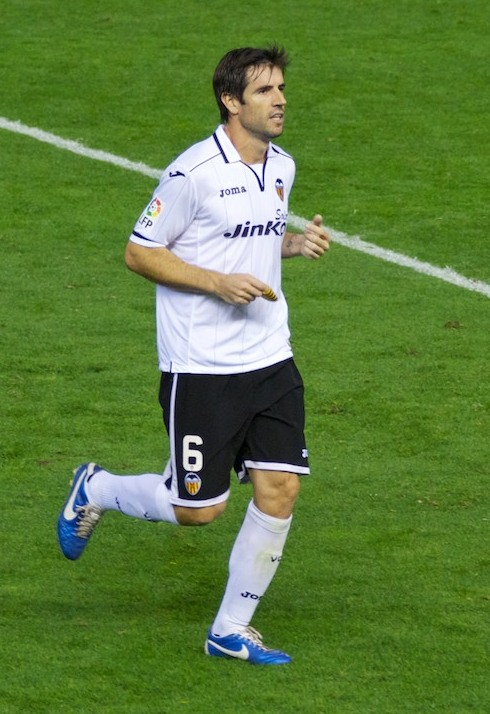
1997년부터 2013년까지 15시즌 넘게 481경기에 출전하며 주장까지 역임한 수비형 미드필더 다비드 알벨다는 발렌시아의 상징적인 존재로 거듭났다.

발렌시아가 직면하고 있는 막대한 부채를 상환하기 위한 해결책에 제시되지 못하면서, 선수단 내 거성인 다비드 비야, 후안 마타, 그리고 다비드 실바가 구단의 재정을 맞추기 위해 떠날 수 있다는 소문이 돌았다. 2010년대의 첫 시즌에 발렌시아는 리그에서 안정적으로 3위를 확보하여 2007-08 시즌 이후로는 처음으로 챔피언스리그 복귀에 성공했다. 그러나, 2010년 여름, 재정난이 불거지면서 다비드 비야와 다비드 실바는 구단의 부채를 탕감하기 위해 바르셀로나와 맨체스터 시티로 각각 이적하였다. 그러나, 주축 선수 2명을 잃고도 2010-11 시즌에도 안정적으로 2년 연속 3위를 차지했다. 그러나, 같은 해 챔피언스리그에서는 독일의 샬케 04에게 16강전에서 패퇴하며 유럽대항전 성적은 신통치 못했다. 2011년 여름, 당시 주장이었던 후안 마타마저 위기의 재정 상황을 타결하기 위해 첼시로 이적하였다. 마누엘 요렌테 회장은 부채가 눈에 띄게 줄어들어 2012년쯤 구장 신축 계획을 착수할 수 있다고 발표하였다.

### 피터 림 시대
2012-13 시즌, 에르네스토 발베르데가 부진한 마누엘 펠레그리니의 뒤를 이어 시즌 중도에 감독이 되었지만 챔피언스리그 진출에 책임을 지고 사퇴하고, 후임으로 미로슬라브 주키치가 지휘봉을 잡았다. 2013년 7월 5일, 아마데오 살보가 발렌시아의 새 회장으로 취임했다. 살보 회장 취임 후 거의 1달이 된 2013년 8월 1일, 발렌시아는 주축 공격수 로베르토 솔다도를 잉글랜드의 토트넘 홋스퍼에 €30M의 이적료로 방출했다. 미로슬라브 주키치는 2013-14 시즌 시작 6개월 만에 16경기를 지도하며 15년 만의 최악의 성적을 거두고 해임되었다. 그의 후임은 후안 안토니오 피시로 2013년 12월 26일에 취임했다. 피시 감독의 지휘 하에, 발렌시아는 유로파리그 준결승전까지 진출했지만, 세비야에 원정 다득점으로 패해 결승 진출이 좌절되었고, 라 리가에서는 하위권에 허덕이고도 리그를 8위로 마쳤다.

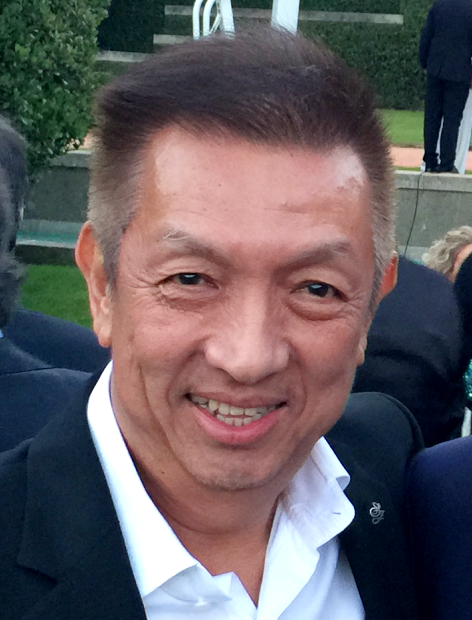
피터 림은 2014년부터 발렌시아의 구단주가 되었다.

2014년 5월, 싱가포르의 사업자 피터 림이 70.4%의 구단 주주이자 구단 재단을 운영하는 발렌시아 재단의 지명을 받았다. 림과 방키아(구단의 채권 은행) 간의 협상 끝에 2014년 8월에 구단의 인수가 확정되었다. 후안 안토니오 피시는 불시에 해임되었고, 후임으로 누누 이스피리투 산투가 2014년 7월 2일에 후임 감독으로 취임했다. 이후 살보가 누누 감독의 취임이 림의 구단의 인수 조건에 포함되었다고 기자회견에서 밝혔다. 이 발언은 언론 매체가 의아함을 자아내게 만들었는데, 조르즈 멘드스가 누누와 밀접한 관계를 맺고 있으며, 누누가 멘드스 요원의 첫 고객이었기 때문이었다. 림과 멘드스 또한 밀접한 관계를 맺고 있으며 사업에서 동업자였다. 그에도 불구하고, 누누는 1년차를 성공적으로 지도했다. 2014년 여름에 입단한 선수로는 알바로 네그레도, 안드레 고메스, 그리고 포르투갈 리그 올해의 선수로 지명된 엔소 페레스가 있었다. 발렌시아는 2014-15 시즌에 승점 77점을 확보하여 4위를 차지했는데, 최종전에서 그라나다를 4-0으로 이기면서 세비야를 승점 1점 차로 따돌리고 극적인 챔피언스리그 진출에 성공했다.
2015년 7월 2일, 아마데오 살보 회장이 회장직을 내려놓았고, 구단 수뇌진을 사적인 이유로 그만두겠다고 밝혔다. 살보는 지지자들 사이에서 매우 선망받는 인물이었다. 2015년 8월 10일, 니콜라스 오타멘디가 맨체스터 시티로 £32M에 이적하였고, 아이멘 압데누르가 모나코에서 대체자로 £22M에 입단했다. 발렌시아는 모나코를 합계 4-3으로 이기고 챔피언스리그 플레이오프전을 통과했다. 그러나, 발렌시아는 2015-16 시즌에 13경기 중 5경기만 이기며 부진했고, 챔피언스리그 조별 리그에서 탈락했다. 지지자들은 조르즈 멘드스가 구단 내에 입지를 키우는 점에 대한 의혹이 불거졌다. 11월 29일, 누누가 사임하고 전 맨체스터 유나이티드 수비수 게리 네빌이 후임으로 12월 2일에 취임했다. 발렌시아는 에스파뇰 안방 경기에서 2-1로 이기기 전까지 9경기 연속 무승의 수렁에 빠졌다. 2016년 3월 30일, 네빌은 불과 5경기를 남겨놓고 16경기 3승으로 발렌시아의 라 리가 역사상 최저 승률을 기록하고 해임되었다. 그의 후임으로 네빌의 수석 코치로 1달 전 부임했던 파코 아예스테란이 그를 대신했다. 발렌시아는 그 시즌을 12위로 마쳤다.
2016년 여름, 안드레 고메스와 파코 알카세르가 모두 바르셀로나로 이적하였고, 슈코드란 무스타피는 아스널로 떠났고, 에세키엘 가라이와 전 맨체스터 유나이티드 선수 나니가 입단했다. 파코 아예스테란도 2016-17 시즌 개막 후 4경기에서 모두 패하면서 경질되었다. 전 이탈리아 국가대표팀 감독 체사레 프란델리가 그의 후임으로 9월 28일에 취임했다. 그러나, 그도 3달 후인 12월 30일에 구단이 거짓으로 이적을 약속했다는 사유로 사표를 제출했다. 며칠 후인 2017년 1월 7일에 헤수스 가르시아 피타르치 발렌시아 단장도 구단이 받을 비난을 자신이 도맡아 받았고, 믿고 나서서 도와줄 구석이 없었다고 밝히며 사임했다. 보로가 리그에서 17위로 강등 위기에 처한 와중에 5번째로 감독 대행을 맡아 시즌 말까지 발렌시아를 이끌었다. 결국 보로의 지도 하에 문제를 수습할 수 있었고, 발렌시아는 강등권을 벗어나 리그를 12위로 마칠 수 있었다. 3월 27일, 마테우 알레마니가 발렌시아의 신임 단장으로 취임했다.
구단은 이어 레이 훈 찬 회장의 사임을 발표했고, 그녀의 후임은 애닐 머시가 되었다. 림의 구단 매각 소문이 퍼진 가운데, 머시는 지지자들과 인근 언론사를 통해 발렌시아가 자신과 림의 장기간 계획을 추진중이며, 구단 매각 계획은 없다고 밝혔다. 그 다음 시즌, 마르셀리노가 5월 12일에 신임 감독으로 지명되었다.
마르셀리노의 1년차는 성공적이었는데, 리그에서 4위를 차지한 발렌시아는 챔피언스리그 진출권을 다시 획득했다. 2년차에도, 선수단은 리그를 4위로 마쳤고, 유로파리그 4강까지 올라갔다. 2019년 5월 25일, 발렌시아는 발렌시아를 이기고 코파 델 레이를 우승해 2008년 이래 첫 주요 대회 우승을 거두었다.
마르셀리노 감독과 마테우 알레마니 단장은 2년 동안 거둔 성공으로 찬사를 받았지만, 2019년 9월 11일에 마르셀리노 감독이 림 구단주에 대한 공개적 비판을 하면서 둘 다 해임되었다. 마르셀리노 감독의 해임은 매우 적절치 못했는데, 알베르트 셀라데스도 성적 부진으로 경질되었고, 세사르도 같은 사유로 사표를 제출하였고, 2014년부터 2020년까지 6명의 감독과 6명의 단장이 역임하게 되었다.
2020-21 시즌을 앞두고 하비 그라시아 감독이 취임했다. 그는 유망주와 기대주들로 포진한 선수단을 맡아 여름 이적 시장에 추가 선수 영입 없이 보내게 되었지만, 다니 파레호 주장 같은 주축 선수를 방출했다. 발렌시아의 특급 유망주 페란 토레스도 본래 가치의 절반 정도에 맨체스터 시티로 이적했다. 종합하여, 발렌시아는 구단 장부를 맞추기 위해 €85M에 선수를 매각했다. 시즌 개막을 앞두고, 구단은 남은 선수들의 급여를 지급할 수 없었다. 피터 림 구단주 인수 이래 발렌시아는 €323M의 손실을 보았고, 그의 최대 투자사인 톰슨 메디컬 그룹도 림 구단주의 6년차에 €1.7B의 손실을 보았다. 그의 수 년 동안 경영 실패를 통해, 선수의 급여는 질적으로 크게 삭감되었고, 림의 구단 소유는 발렌시아에서 큰 비판의 대상이 되었다.
2021-22 시즌, 알리칸테 출신 호세 보르달라스가 헤타페 감독을 5년 계약하고 취임했다. 같은 시기 첫 영입 선수는 오마르 알데레테로 임대를 통해 입단했다.

## 구장

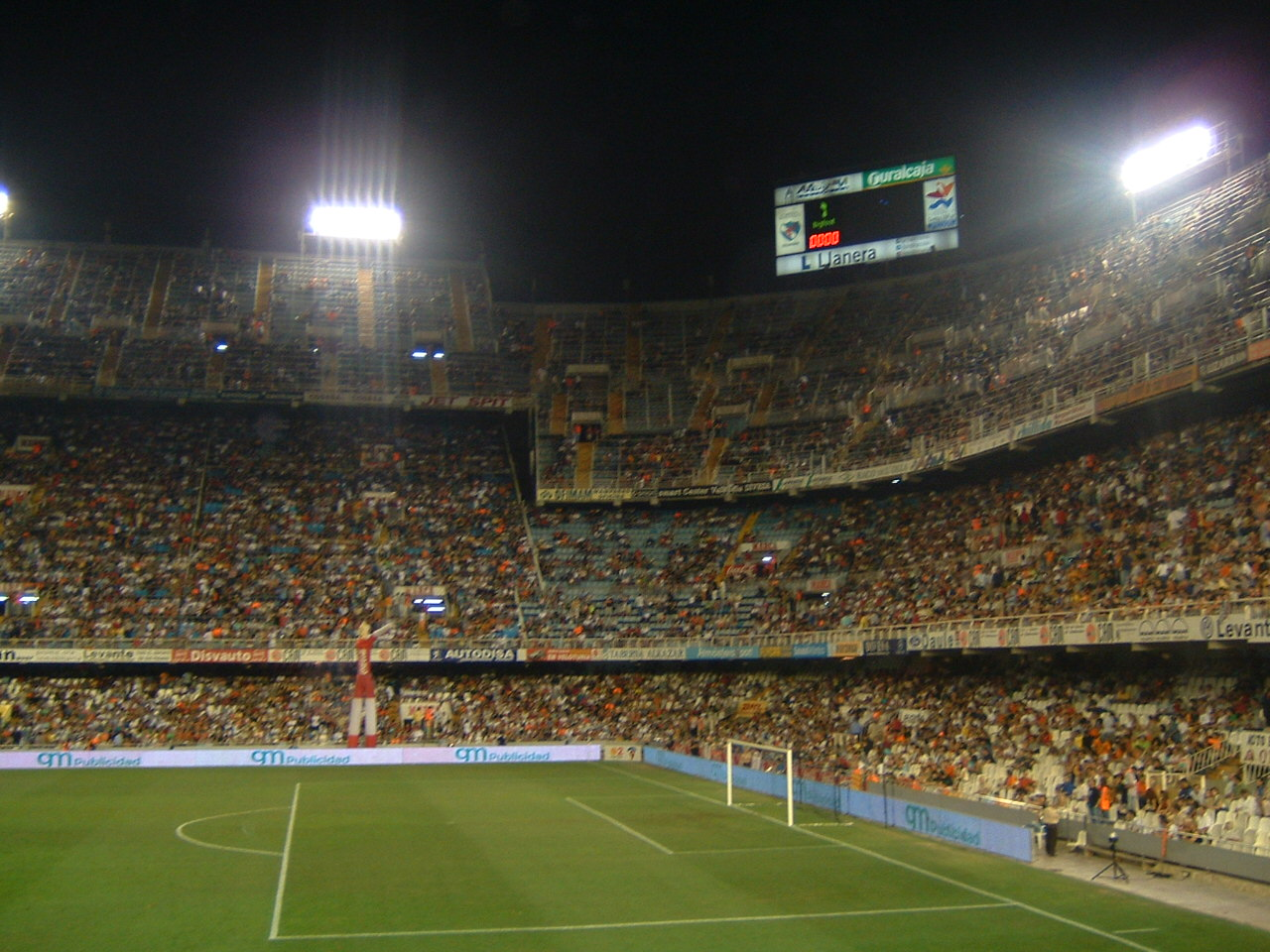
메스타야 내부의 파노라마

발렌시아는 알지로스 구장에서 안방 경기를 치렀으나, 1923년에 메스타야로 이전했다. 1950년대에 메스타야는 45,000명을 수용할 수 있는 경기장으로 재단장했다. 현재 최대 수용 인원은 49,500명으로, 스페인에서 5번째로 큰 구장이다. 메스타야는 가파른 경사의 구장으로도 알려져 있어, 유럽에서 가장 위압감이 느껴지는 분위기도 조성할 수 있다.

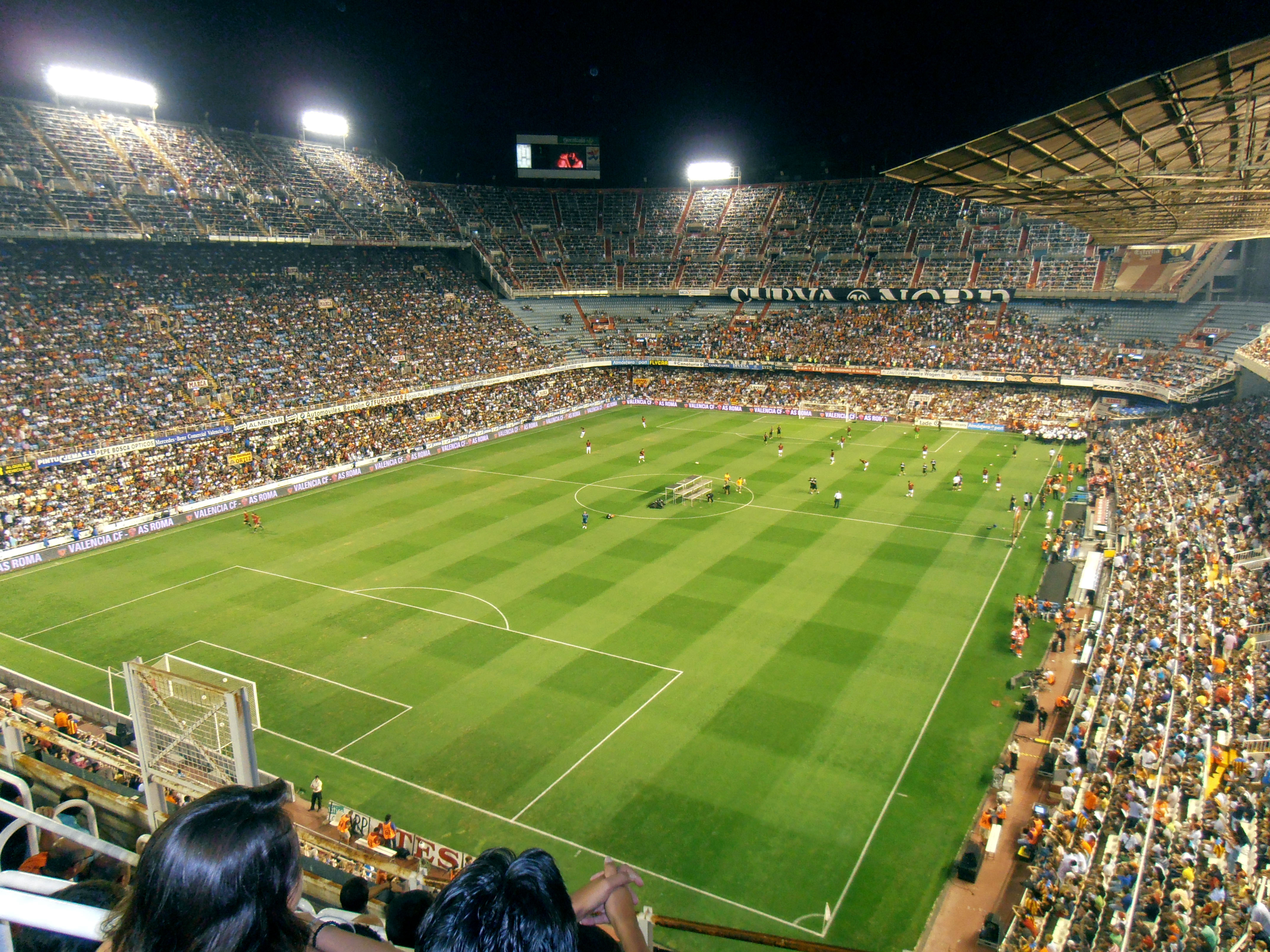
2011년 메스타야에서 벌어진 로마와의 경기

1923년 5월 20일, 메스타야는 레반테와의 친선전으로 첫 메스타야 안방 경기를 치렀다.
발렌시아는 라 리가가 출범하기 전인 초창기부터 메스타야 구장과 오래 엮여 있었다. 당시 구장은 17,000명의 관중도 수용할 수 없었고, 지역 선수권 대회에서 성장의 가능성을 선보인 후 수뇌부는 1927년에 메스타야의 증축을 처음으로 시도했다. 경기장은 25,000명이 수용할 수 있도록 개조되었으나 내전으로 크게 훼손되었고, 구장은 수용소와 고철 창고로 활용되었다. 구장은 전쟁으로 뼈대만 남아 성한 관중석과 스탠드 없이 부지만 덩그러니 남았다. 구장 새로이 단장되면서, 1941년에 메스타야로 첫 주요 대회 우승컵이 도착했다.
1950년대에 들어, 메스타야 구장은 역사상 최대 규모의 재단장을 거쳤다. 재증축 결과 45,500명까지 수용 인원이 늘어났지만, 1957년 10월 대홍수로 투리아 강이 범람하며 무너졌다. 이에도 불구하고, 구장은 보수되었고, 동시에 인공 조명도 1959년 파야스 축제 당시 설치되어 부대시설도 개량되었다.
1960년대에 구장의 큰 골자는 변하지 않았지만, 시내 구조가 바뀌어 주위 환경이 달라졌다. 또한, 구장은 유럽대항전에 참가하면서 1961년 9월 15일에 잉글랜드의 노팅엄 포리스트가 메스타야에서 경기를 치른 첫 외국 구단으로 기록되었다.
1969년부터는 “메스타야로 가자”(Anem a Mestalla)라는 표현이 지지자들 사이에 쓰였지만, 서서히 잊혀졌다. 그 요인으로 루이스 카사노바 히네르 회장을 기리기 위해 경기장 명칭 개칭이 제안되었기 때문이었다. 히네르는 그의 명칭을 따 구장이 명명된 것에 매우 큰 부담을 느꼈고, 1994년에 구장명을 본래의 명칭으로 환원할 것을 요청했다.
1972년, 번호가 붙은 입석 관중석 뒤의 구단 사무실이 신설되었다. 사무실은 혁신적인 구조였는데, 트로피 보관실과 초창기 구단기가 있었다. 1973년, 골대쪽 좌석이 설치되면서 14열의 입석 관중석이 편의를 위해 철거되었다. 구단 수뇌부는 메스타야를 현 위치에서 시 외곽으로 옮길 계획이 추진되었지만, 몇 년 만에 백지화되었다.
메스타야는 1925년에 처음으로 스페인 국가대표팀 경기를 개최했다. 이 경기장은 1982년 월드컵과 바르셀로나에서 열린 1992년 하계 올림픽을 개최했다. 후자의 대회에서 스페인은 모든 경기는 메스타야에서 치렀고, 이 대회에서 금메달을 획득했다. 메스타야는 국제 대회에서 중요한 국제 무대의 장이었고, 레반테가 한때 안방으로 활용하기도 했다. 카스테욘의 임시 구장과 레알 마드리드의 구장 재개발에 따른 유럽대항전 안방으로도 활용된 적이 있다.

### 구장 신설

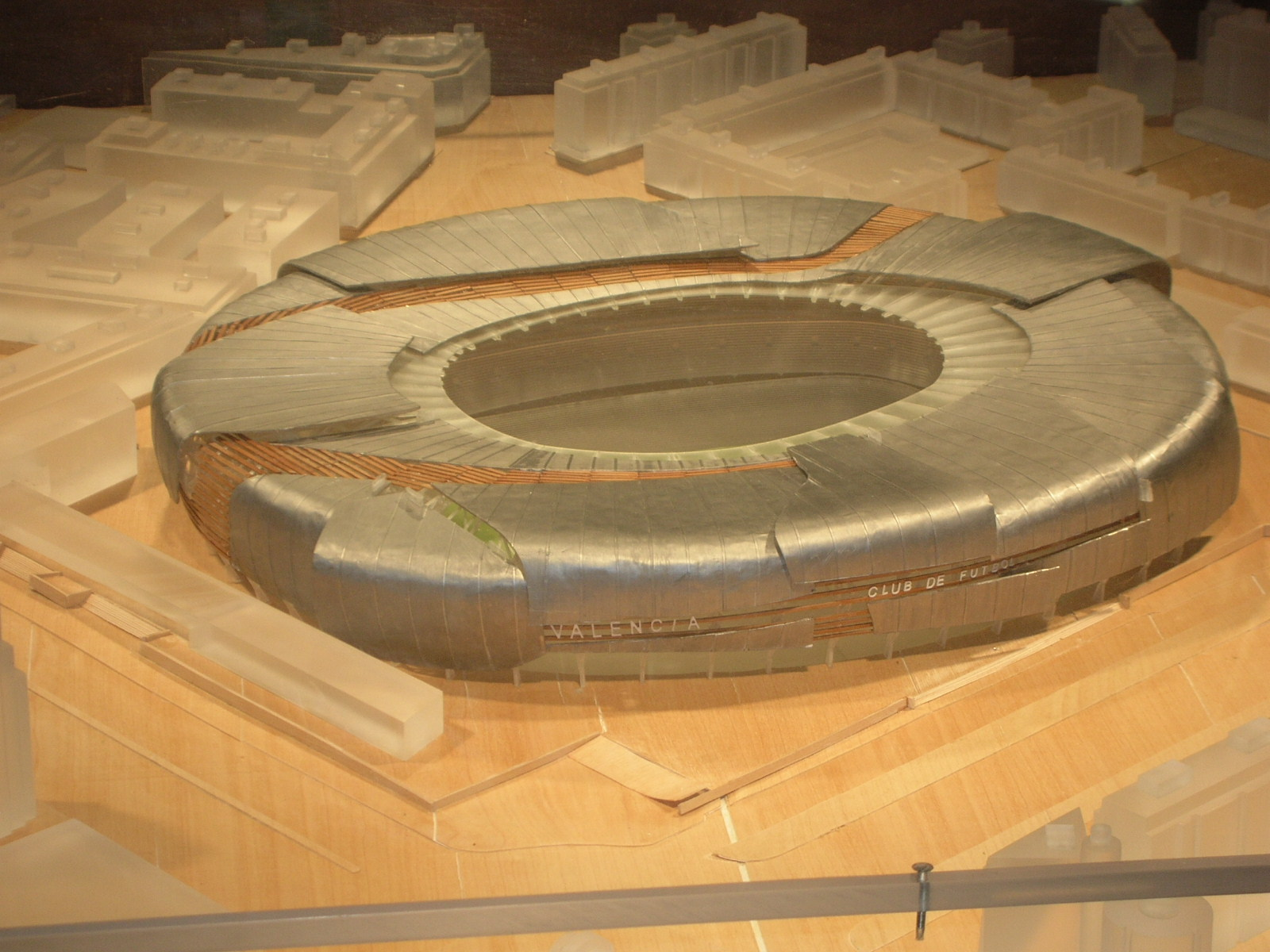
노우 메스타야의 모형

본래 발렌시아는 2008-09 시즌을 끝으로 메스타야와 결별하고, 75,000명을 수용할 수 있는 노우 메스타야로 2009-10 시즌에 안방을 이전하기로 계획했다. 그러나, 구단에 재정난이 덮치면서, 신구장 계획이 중지되었다.

## 구단 상징

### 유니폼
발렌시아는 본래 흰색 상의 검은색 하의, 동일 색상의 양말을 착용했다. 그러나, 시기에 따라 양말 색상은 흰색과 검은색 사이 자주 변경되었다. 원정 유니폼은 다양한 명도의 주황색을 활용했다. 최근에 서드 유니폼으로 발렌시아의 주기의 색상을 본따 노랑 빨강 줄무늬에 파란색 상부를 사용하기도 한다.

### 스폰서
| 1980년–현재 | 1980년–현재   | 1980년–현재                     |
| 시즌        | 유니폼 제작사 | 후원사                          |
| ----------- | ------------- | ------------------------------- |
| 1980–1982   | 아디다스      | 없음                            |
| 1982–1985   | 레시          | 없음                            |
| 1985–1990   | 라산          | 카하 아오로스 발렌시아          |
| 1990–1992   | 푸마          | 카하 아오로스 발렌시아          |
| 1992–1993   | 푸마          | 메디테라니아                    |
| 1993–1994   | 루안비        | 메디테라니아                    |
| 1994–1995   | 루안비        | 시프                            |
| 1995–1998   | 루안비        | 포드                            |
| 1998–2000   | 루안비        | 테라 미티카                     |
| 2000–2001   | 나이키        | 테라 미티카                     |
| 2001–2002   | 나이키        | 메트로레드                      |
| 2002–2003   | 나이키        | 테라 미티카                     |
| 2003–2008   | 나이키        | 도요타 / 파나소닉 도요타 레이싱 |
| 2008–2009   | 나이키        | 발렌시아 관광부                 |
| 2009–2011   | 카파          | 우니벳                          |
| 2011–2014   | 호마          | 징코 태양전지                   |
| 2014–2016   | 아디다스      | 비인 스포츠                     |
| 2016–2017   | 아디다스      | 없음                            |
| 2017–2019   | 아디다스      | BLU 프로덕츠                    |
| 2019–2021   | 푸마          | 브윈                            |
| 2021–현재   | 푸마          | 팬 토큰                         |

구단은 수 년동안 지역의 중소기업의 협찬도 받았다. 발렌시아의 가구 제조사 라미플라스트를 예로 들을 수가 있다.

### 구단가
구단의 75주년을 자축하기 위해 당시 회장이었던 아르투로 투손이 파블로 산체스 토레야에 구단가 작사를 요청했다. 이 구단가는 스페인 군가 형식으로 작곡되어 라몬 히메노 힐이 발렌시아어로 작사했다. 구단가는 1993년 9월 21일에 구단 75주년 기념식에서 처음으로 공개되었다.

### 발렌시아CF 출신 선수들
- 후안 마타
- 다비드 실바
- 다비드 비야
- 로베르토 솔다도
- 로베르토 아얄라
- 조르디 알바
- 이강인
- 이스코
- 페란 토레스
- 페르난도 가고
- 호아킨 산체스
- 니콜라스 오타멘디
- 조프레 콩도비아
- 루이스 나니
- 주앙 칸셀루
- 엔소 페레스
- 알바로 네그레도
- 슈코드란 무스타피

### 문양

발렌시아 시 휘장

발렌시아와 발레아레스 제도는 아라곤 왕국의 하이메 1세가 13세기 전반에 정복되었다. 정복 후, 하이메 국왕 정복지의 국왕도 겸하며(단 아라곤 법령과 별도의 법령으로 운영)은 자치 왕국 지위를 넘겨주었다. 발렌시아의 휘장은 하이메 1세의 문장에서 비롯되었다.
방패 문양 양 옆의 왕관이 씌워진 L은 페로 4세의 왕관이다. 왕관 쓰인 L이 문양에 둘이나 배치된 이유는 발렌시아가 두 차례 국왕에 두 차례 충성을 맹세한 데에서 유래했다.
이 문양의 박쥐에 대하여 여러 설이 내려온다. 이 중 하나는 박쥐가 지역에 흔하다는 것이다. 두 번째 설은 1238년 10월 9일에 있던 일을 토대로 한다. 하이메 1세가 이 도시에 진입하여, 무어의 영토를 수복하려 할 때, 박쥐 한마리가 그의 깃발 위에 내려앉았다. 왕은 이를 좋은 징조로 받아들였다. 그는 도시를 정벌한 후, 휘장에 박쥐를 추가하였다.
2013년 5월, DC 코믹스가 발렌시아의 새 문양이 배트맨과 지나치게 유사하다는 이유로 구단에 소송을 제기했다. 구단은 박쥐 부분의 문양 변경이 유럽 공동체 상표청의 승인을 받았기 때문에 평상복에 사용하는 데 문제가 없다는 성명문을 발표했으나, DC 코믹스가 소송이 아닌 이의를 제기하면서 취소되었다. DC 코믹스는 다시 EU의 IP 사무청에 발렌시아의 100주년 문양 상표 등록에 반대하는 의견서를 제출해 배트맨의 로고와 혼란이 빚어질 수 있다고 주장했다.

## 선수

### 현재 선수 명단
2025년 2월 4일 기준
참고: FIFA 자격 규정에 따라 소속된 국가대표팀 국기를 표시합니다. 선수는 복수의 FIFA 비회원국 국적을 가지고 있을 수 있습니다.
| 번호 | 포지션 | 국적         | 이름                                   |
| ---- | ------ | ------------ | -------------------------------------- |
| 1    | GK     |              | 하우메 도메네크                        |
| 3    | DF     |              | 크리스티안 모스케라                    |
| 4    | DF     | 기니         | 무크타르 디아카비                      |
| 5    | MF     |              | 엔조 바레네체아 (애스턴 빌라에서 임대) |
| 6    | MF     |              | 우고 기야몬                            |
| 7    | MF     |              | 세르지 카노스                          |
| 8    | MF     |              | 하비 게라                              |
| 9    | FW     |              | 우고 두로                              |
| 10   | MF     | 포르투갈     | 안드레 알메이다                        |
| 11   | FW     |              | 라파 미르 (세비야에서 임대)            |
| 13   | GK     | 북마케도니아 | 스톨레 디미트리에프스키                |

| 번호 | 포지션 | 국적     | 이름                                      |
| ---- | ------ | -------- | ----------------------------------------- |
| 14   | DF     |          | 호세 가야 (주장)                          |
| 15   | DF     |          | 세사르 타레가                             |
| 16   | FW     |          | 디에고 로페스                             |
| 17   | FW     |          | 이반 하이메 (포르투에서 임대)             |
| 18   | MF     |          | 페펠루 (부주장)                           |
| 20   | DF     | 과들루프 | 디미트리 풀퀴에                           |
| 21   | DF     |          | 헤수스 바스케스                           |
| 22   | FW     |          | 루이스 리오하                             |
| 23   | MF     |          | 프란 페레스                               |
| 24   | DF     |          | 야렉 가시오로프스키                       |
| 25   | GK     | 조지아   | 기오르기 마마르다슈빌리 (리버풀에서 임대) |

### 2군 차출 명단
참고: FIFA 자격 규정에 따라 소속된 국가대표팀 국기를 표시합니다. 선수는 복수의 FIFA 비회원국 국적을 가지고 있을 수 있습니다.
| 번호 | 포지션 | 국적 | 이름            |
| ---- | ------ | ---- | --------------- |
| 27   | FW     |      | 다비드 오토르비 |
| 28   | MF     | 가나 | 알리 파달       |
| 32   | MF     |      | 마르틴 테혼     |

| 번호 | 포지션 | 국적 | 이름                            |
| ---- | ------ | ---- | ------------------------------- |
| 34   | GK     |      | 라울 히메네스                   |
| 39   | DF     |      | 로 아바하스 (레가네스에서 임대) |

### 임대 선수 명단
참고: FIFA 자격 규정에 따라 소속된 국가대표팀 국기를 표시합니다. 선수는 복수의 FIFA 비회원국 국적을 가지고 있을 수 있습니다.
| 번호 | 포지션 | 국적     | 이름                           |
| ---- | ------ | -------- | ------------------------------ |
| —    | GK     |          | 크리스티안 리베로 (→ 알바세테) |
| —    | DF     |          | 에라이 죄메르트 (→ 바야돌리드) |
| —    | DF     | 튀르키예 | 젱크 외즈카자르 (→ 바야돌리드) |

| 번호 | 포지션 | 국적 | 이름                         |
| ---- | ------ | ---- | ---------------------------- |
| —    | FW     |      | 우고 곤살레스 (→ 카르타헤나) |
| —    | FW     |      | 알베르토 마리 (→ 사라고사)   |

## 감독

### 기술진
| 감독        | 루벤 바라하            |
| 수석 코치   | 오스카르 알바레스      |
| 골키퍼 코치 | 호세 마누엘 오초토레나 |
| 골키퍼 코치 | 보르하 페르난데스      |
| 체력 코치   | 하비에르 미냐노        |
| 체력 코치   | 세르히오 가르시아      |
| 물리치료사  | 오라시오 곤살레스      |
| 물리치료사  | 호세 루이스 에스테예스 |
| 물리치료사  | 마리오 하르케          |
| 물리치료사  | 알렉스 카스티요        |
| 물리치료사  | 파스콸 카스텔          |
| 수석 의료진 | 페드로 로페스 마테우   |
| 구단 주치의 | 파스콸 카사니          |
| 구단 주치의 | 후안 알리아가          |
| 구단 주치의 | 안토니오 마에스트로    |
| 대표        | 파코 카마라사          |

출처: 발렌시아 공식 웹사이트 보관됨 2019-04-26 - 웨이백 머신

### 역대 주요 감독
| 라몬 엔시나스 디오스 | 1939–42          | 2  | 1 | 1 | - | - | - | - | - | – |
| 에두아르도 쿠벨스    | 1943–46          | 1  | 1 | - | - | - | - | - | - | – |
| 루이스 디아스 파사린 | 1946–48          | 1  | 1 | - | - | - | - | - | - | – |
| 하신토 킹코세스      | 1948–54          | 3  | - | 2 | 1 | - | - | - | - | – |
| 도메네크 발마냐      | 1960–62          | 1  | - | - | - | - | - | 1 | - | – |
| 알레한드로 스코페지  | 1962–63          | 1  | - | - | - | - | - | 1 | - | – |
| 에드문도 수아레스    | 1966–68          | 1  | - | 1 | - | - | - | - | - | – |
| 알프레도 디 스테파노 | 1970–74, 1979–80 | 2  | 1 | - | - | - | 1 | - | - | – |
| 베르나르디노 페레스  | 1979, 1980–82    | 2  | - | 1 | - | - | - | - | - | 1 |
| 클라우디오 라니에리  | 1997–99, 2004–05 | 3  | - | 1 | - | - | - | - | 1 | 1 |
| 엑토르 쿠페르        | 1999–01          | 1  | - | - | 1 | - | - | - | - | – |
| 라파엘 베니테스      | 2001–04          | 3  | 2 | - | - | - | - | 1 | - | – |
| 로날트 쿠만          | 2007–08          | 1  | - | 1 | - | - | - | - | - | – |
| 마르셀리노           | 2017–19          | 1  | - | 1 | - | - | - | - | - | – |
| 합계                 | 1919–            | 23 | 6 | 8 | 2 | 0 | 1 | 3 | 1 | 2 |

- 키케 산체스 플로레스(2005 ~ 2007)
- 누누 이스피리투 산투(2014 ~ 2015)
- 게리 네빌(2015 ~ 2016)

LL. = 라 리가; CdR = 코파 델 레이; SC = 수페르코파 데 에스파냐; UCL = 챔피언스리그; UCWC = 컵위너스컵; UEL = 유로파리그; UIC = 인터토토컵; USC = UEFA 슈퍼컵

### 갤러리

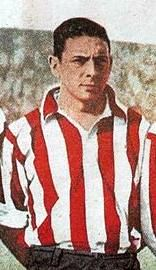
알레한드로 스코페지는 발렌시아에서 우승을 거둔 첫 외국인 감독으로, 1963년에 인터시티스 페어스컵을 우승했다.
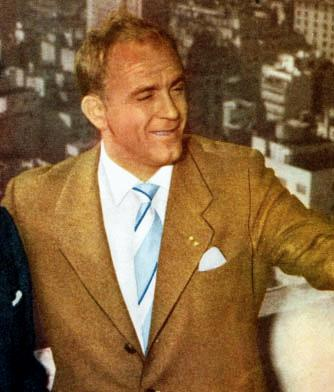
알프레도 디 스테파노는 구단을 세 차례 성공적으로 지휘했다.
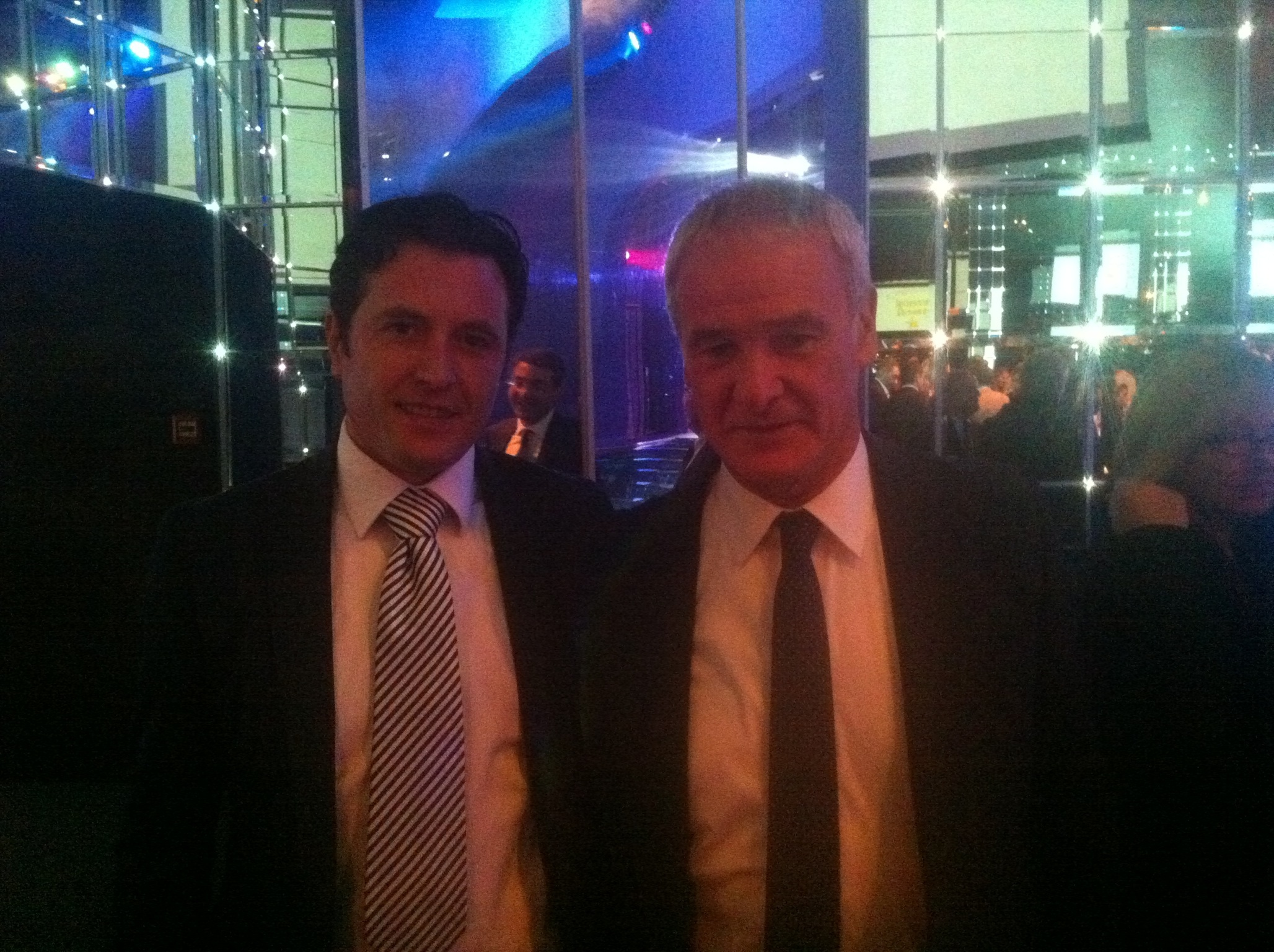
클라우디오 라니에리는 두 차례 발렌시아를 맡아 극과 극의 임기를 겪었다
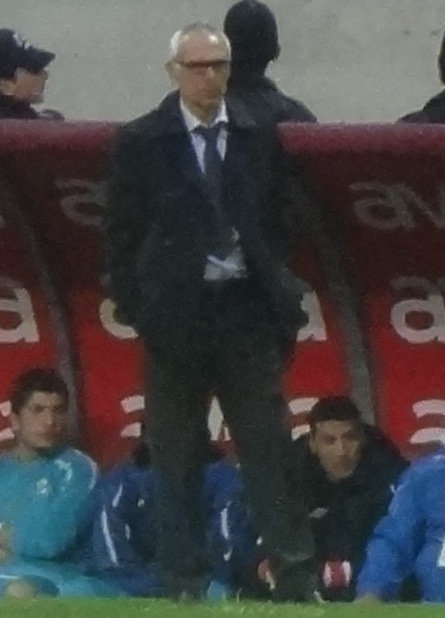
엑토르 쿠페르의 임기에 발렌시아는 유럽 축구계에 우뚝 섰다
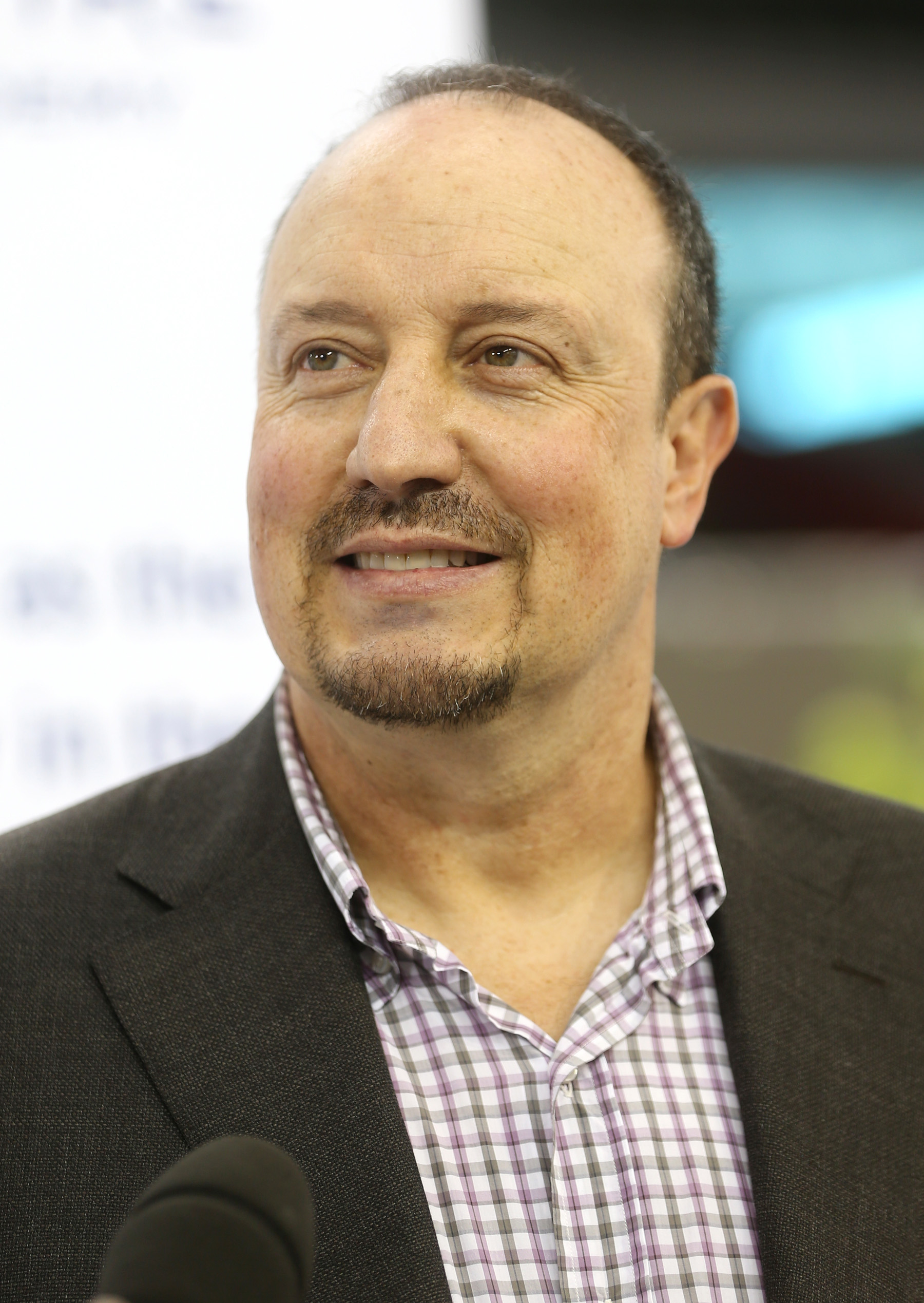
라파엘 베니테스는 발렌시아 역사상 가장 성공적인 감독으로 3년 동안 2번의 리그 우승과 1번의 UEFA컵 우승을 거두었다.

## 선수 기록
| 순위 | 이름                | 국적   | 출  | 연도      |
| ---- | ------------------- | ------ | --- | --------- |
| 1    | 페르난도 고메스     | 스페인 | 553 | 1983–1998 |
| 2    | 리카르도 아리아스   | 스페인 | 521 | 1976–1992 |
| 3    | 다비드 알벨다       | 스페인 | 485 | 1995–2013 |
| 4    | 미겔 앙헬 앙굴로    | 스페인 | 434 | 1996–2009 |
| 5    | 마누엘 메스트레     | 스페인 | 424 | 1956–1969 |
| 6    | 산티아고 카니사레스 | 스페인 | 416 | 1998–2008 |
| 7    | 엔리케 사우라       | 스페인 | 400 | 1975–1985 |
| 8    | 다니 파레호         | 스페인 | 383 | 2011–2020 |
| 9    | 호세 클라라문트     | 스페인 | 375 | 1966–1978 |
| 10   | 카를로스 아로요     | 스페인 | 373 | 1985–1996 |

| 순위 | 이름              | 국적       | 득점 | 연도                 |
| ---- | ----------------- | ---------- | ---- | -------------------- |
| 1    | 문도              | 스페인     | 238  | 1939–1950            |
| 2    | 와우두 마샤두     | 브라질     | 160  | 1961–1970            |
| 3    | 마리오 켐페스     | 아르헨티나 | 146  | 1976–1981, 1982–1984 |
| 4    | 페르난도 고메스   | 스페인     | 143  | 1983–1998            |
| 5    | 다비드 비야       | 스페인     | 129  | 2005–2010            |
| 6    | 실베스트레 이고아 | 스페인     | 117  | 1941–1950            |
| 7    | 마누엘 바데네스   | 스페인     | 102  | 1950–1956            |
| 8    | 비센테 세기       | 스페인     | 91   | 1946–1959            |
| 9    | 류보슬라프 페네프 | 불가리아   | 88   | 1989–1995            |
| 10   | 에피 페르난데스   | 스페인     | 87   | 1940–1949            |

### 이적료
| 순위 | 이름            | 이적료(€)  | 전 소속          | 연도 |
| ---- | --------------- | ---------- | ---------------- | ---- |
| 1    | 곤살루 게드스   | 40,000,000 | 파리 생제르맹    | 2018 |
| 2    | 야스퍼 실러선   | 35,000,000 | 바르셀로나       | 2019 |
| 3    | 로드리고        | 30,000,000 | 벤피카           | 2015 |
| 4    | 알바로 네그레도 | 28,000,000 | 맨체스터 시티    | 2014 |
| 5    | 호아킨          | 25,000,000 | 베티스           | 2006 |
| 5    | 엔소 페레스     | 25,000,000 | 벤피카           | 2015 |
| 5    | 조프레 콩도비아 | 25,000,000 | 인테르나치오날레 | 2018 |
| 8    | 파블로 아이마르 | 24,000,000 | 리버 플레이트    | 2001 |
| 9    | 아이멘 압데누르 | 22,000,000 | 모나코           | 2015 |
| 10   | 에세키엘 가라이 | 20,000,000 | 제니트           | 2016 |

| 순위 | 이름              | 이적료(€)  | 행선지        | 연도 |
| ---- | ----------------- | ---------- | ------------- | ---- |
| 1    | 가이스카 멘디에타 | 48,000,000 | 라치오        | 2001 |
| 2    | 니콜라스 오타멘디 | 45,000,000 | 맨체스터 시티 | 2015 |
| 3    | 슈코드란 무스타피 | 41,000,000 | 아스널        | 2016 |
| 4    | 주앙 칸셀루       | 40,400,000 | 유벤투스      | 2018 |
| 5    | 다비드 비야       | 40,000,000 | 바르셀로나    | 2010 |
| 6    | 안드레 고메스     | 35,000,000 | 바르셀로나    | 2016 |
| 7    | 다비드 실바       | 33,000,000 | 맨체스터 시티 | 2010 |
| 8    | 클라우디오 로페스 | 32,000,000 | 라치오        | 2000 |
| 9    | 파코 알카세르     | 30,000,000 | 바르셀로나    | 2016 |
| 9    | 로베르토 솔다도   | 30,000,000 | 토트넘 홋스퍼 | 2013 |

### 갤러리

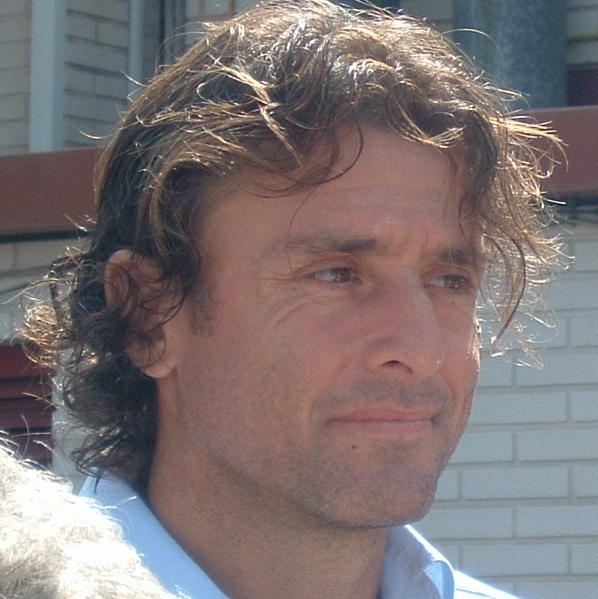
측면 수비수 아메데오 카르보니는 350경기에 출전하여 구단 역사상 최다 출장 외국인 선수이다.
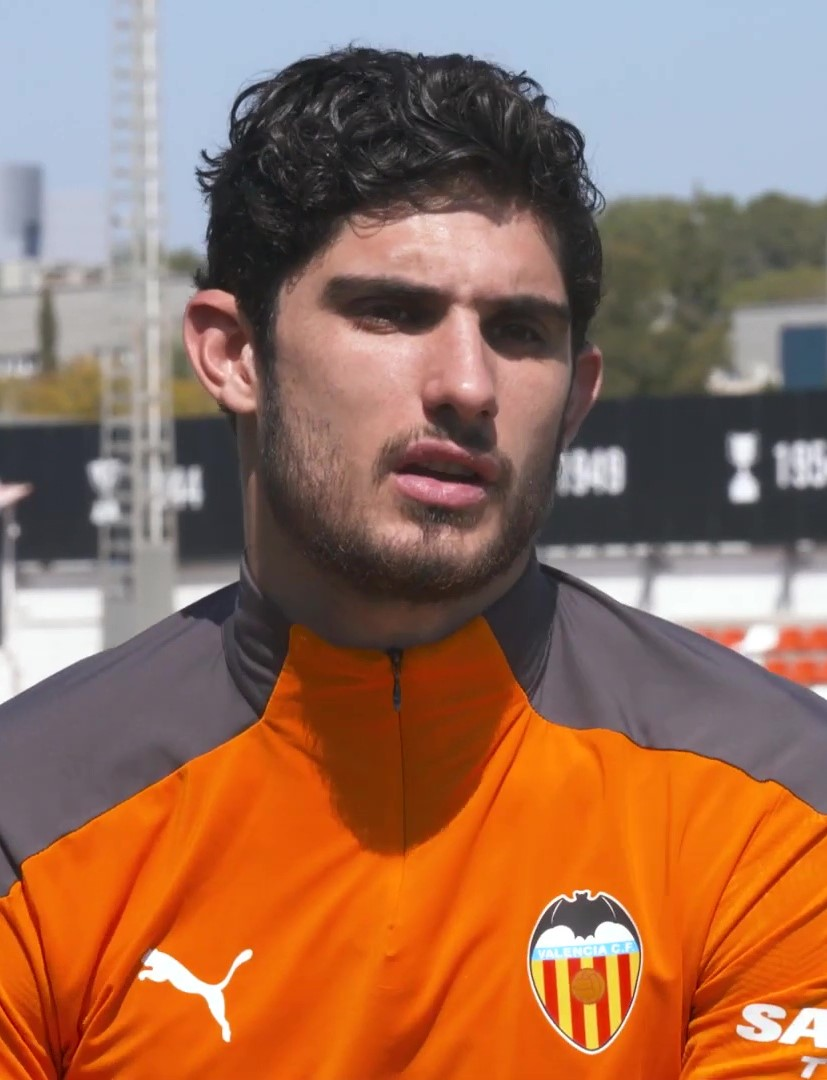
곤살루 게드스는 2018년에 €40M으로 입단한 발렌시아 역사상 최고 이적료 영입 선수이다.
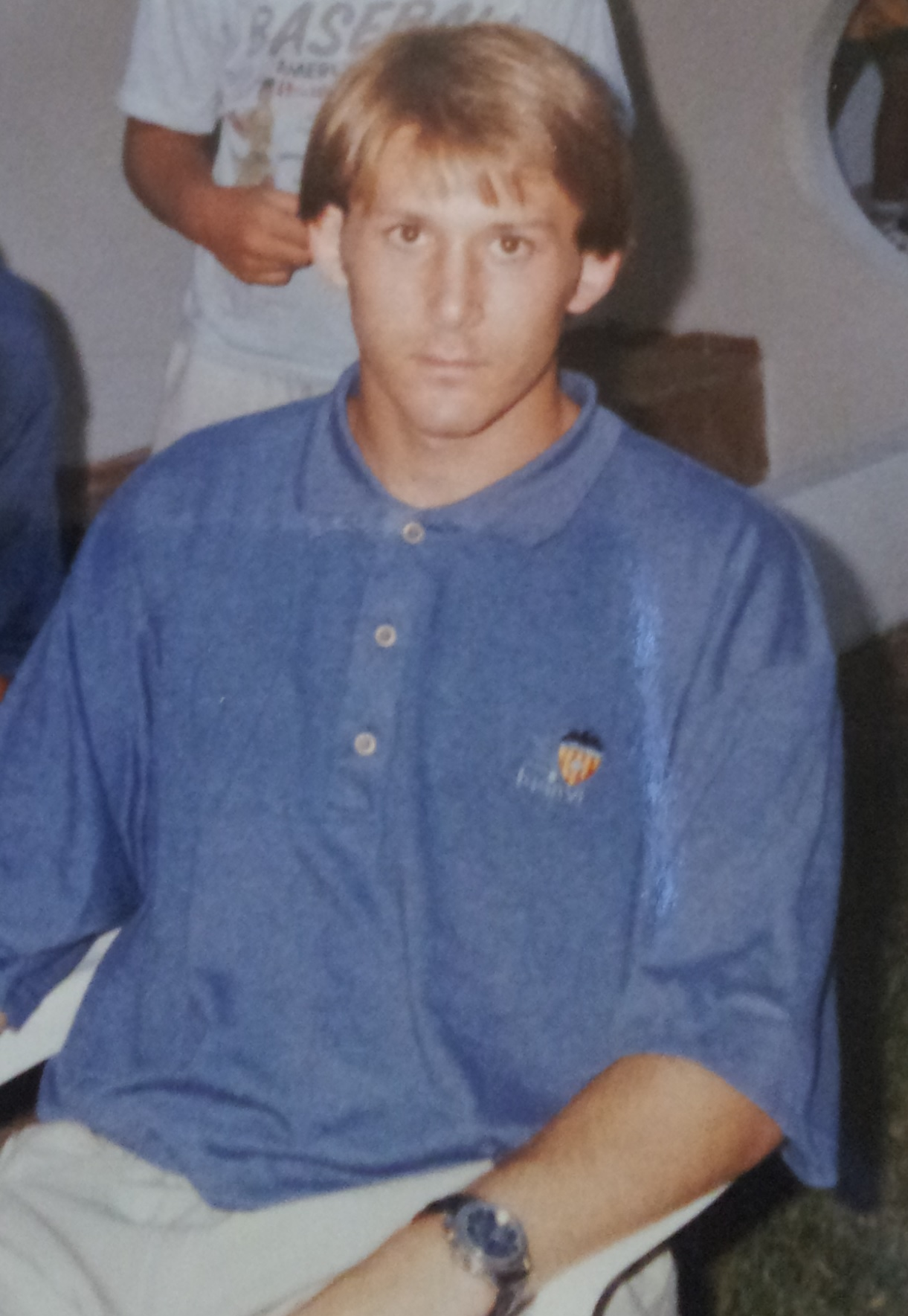
가이스카 멘디에타는 2001년에 라치오로 €48M에 이적하면서 발렌시아 역사상 최고 이적료 방출 선수이다.

## 시즌
- 라 리가에서 86시즌
- 세군다 디비시온에서 4시즌

## 수상

### 국내
- 라 리가 우승 6회
  - 우승: 1941-42, 1943-44, 1946-47, 1970-71, 2001-02, 2003-04
  - 준우승: 1947-48, 1948-49, 1952-53, 1971-72, 1989-90, 1995-96

- 세군다 디비시온 우승 2회
  - 우승: 1930-31, 1986-87

- 코파 델 레이 우승 8회
  - 우승: 1941, 1948–49, 1954, 1966–67, 1978–79, 1998-99, 2007-08, 2018-19
  - 준우승: 1934, 1944, 1944–45, 1946, 1952, 1969–70, 1970–71, 1971–72, 1994-95, 2021-22

- 수페르코파 데 에스파냐 우승 1회
  - 우승: 1999
  - 준우승: 2002, 2004, 2008

- 코파 에바 두아르테(수페르코파 데 에스파냐 전신) 우승 1회
  - 우승: 1949
  - 준우승: 1947

- 코파 프레시덴테 FEF(수페르코파 데 에스파냐 전신)
  - 준우승: 1947

### 유럽
- 챔피언스리그
  - 준우승: 1999-2000, 2000-01

- UEFA 컵위너스컵 우승 1회
  - 우승: 1979-80

- UEFA컵 우승 1회
  - 우승: 2003-04

- 인터시티스 페어스컵 우승 2회
  - 우승: 1961–62, 1962–63
  - 준우승: 1963–64

- UEFA 슈퍼컵 우승 2회
  - 우승: 1980, 2004

- UEFA 인터토토컵 우승 1회
  - 우승: 1998
  - 준우승: 2005

### 기타 수상
- IFFHS 올해의 구단: 2004

## 국제 대회 기록
| 시즌별 국제대회 출전 기록 | 시즌별 국제대회 출전 기록 | 시즌별 국제대회 출전 기록 | 시즌별 국제대회 출전 기록 | 시즌별 국제대회 출전 기록 | 시즌별 국제대회 출전 기록 | 시즌별 국제대회 출전 기록 | 시즌별 국제대회 출전 기록 | 시즌별 국제대회 출전 기록 | 시즌별 국제대회 출전 기록 | 시즌별 국제대회 출전 기록 | 시즌별 국제대회 출전 기록 | 시즌별 국제대회 출전 기록 | 시즌별 국제대회 출전 기록 | 시즌별 국제대회 출전 기록 | 시즌별 국제대회 출전 기록 | 시즌별 국제대회 출전 기록 | 시즌별 국제대회 출전 기록 | 시즌별 국제대회 출전 기록 | 시즌별 국제대회 출전 기록 |
| --- | ------------------------- | ------------------------- | ------------------------- | ------------------------- | ------------------------- | ------------------------- | ------------------------- | ------------------------- | ------------------------- | ------------------------- | ------------------------- | ------------------------- | ------------------------- | ------------------------- | ------------------------- | ------------------------- | ------------------------- | ------------------------- | ------------------------- |
| 1 해당 단계는 조별 리그이다. 이 단계를 통과한 시즌에는 가장 높은 순위의 탈락한 구단이, 탈락한 경우에는 가장 낮은 순위의 통과한 구단이 표시된다. |                           |                           |                           |                           |                           |                           |                           |                           |                           |                           |                           |                           |                           |                           |                           |                           |                           |                           |                           |
| 인터콘티넨털컵 / FIFA 클럽 월드컵 |                           |                           |                           |                           |                           |                           |                           |                           |                           |                           |                           |                           |                           |                           |                           |                           |                           |                           |                           |
| 시즌 |                           |                           |                           |                           |                           |                           |                           |                           |                           |                           |                           |                           | 8강전                     | 준결승전                  | 결승전 / 3위 결정전       |                           |                           |                           |                           |
| |                           |                           |                           |                           |                           |                           |                           |                           |                           |                           |                           |                           |                           |                           |                           |                           |                           |                           |                           |
| UEFA 슈퍼컵 |                           |                           |                           |                           |                           |                           |                           |                           |                           |                           |                           |                           |                           |                           |                           |                           |                           |                           |                           |
| 시즌 |                           |                           |                           |                           |                           |                           |                           |                           |                           |                           |                           |                           |                           |                           | 결승전                    |                           |                           |                           |                           |
| 1979-80 |                           |                           |                           |                           |                           |                           |                           |                           |                           |                           |                           |                           |                           |                           | 노팅엄 포리스트           |                           |                           |                           |                           |
| 2003-04 |                           |                           |                           |                           |                           |                           |                           |                           |                           |                           |                           |                           |                           |                           | 포르투                    |                           |                           |                           |                           |
| 유러피언컵 / 챔피언스리그 |                           |                           |                           |                           |                           |                           |                           |                           |                           |                           |                           |                           |                           |                           |                           |                           |                           |                           |                           |
| 시즌 | 예선전                    | 예선전                    | 예선전                    | 예선전                    | 예선전                    | 예선전                    | 예선전                    | 예선전                    | 예선전                    | 예선전                    | 32강전                    | 16강전                    | 8강전                     | 준결승전                  | 결승전                    |                           |                           |                           |                           |
| 1971-72 |                           |                           |                           |                           |                           |                           |                           |                           |                           | 위니옹 뤽상부르           | 하이두크                  | 우이페슈트                |                           |                           |                           |                           |                           |                           |                           |
| 1999-00 |                           |                           |                           |                           |                           |                           |                           |                           |                           | 하포엘 하이파             | 레인저스 1                | 피오렌티나 1              | 라치오                    | 바르셀로나                | 레알 마드리드             |                           |                           |                           |                           |
| 2000-01 |                           |                           |                           |                           |                           |                           |                           |                           |                           | 티롤 인스브루크           | 올림피아코스 1            | 슈투름 그라츠 1           | 아스널                    | 리즈 유나이티드           | 바이에른 뮌헨             |                           |                           |                           |                           |
| 2002-03 |                           |                           |                           |                           |                           |                           |                           |                           |                           |                           | 리버풀 1                  | 아스널 1                  | 인테르나치오날레          |                           |                           |                           |                           |                           |                           |
| 2004-05 |                           |                           |                           |                           |                           |                           |                           |                           |                           |                           | 베르더 브레멘 1           |                           |                           |                           |                           |                           |                           |                           |                           |
| 2006-07 |                           |                           |                           |                           |                           |                           |                           |                           |                           | 잘츠부르크                | 샤흐타르 도네츠크 1       | 인테르나치오날레          | 첼시                      |                           |                           |                           |                           |                           |                           |
| 2007-08 |                           |                           |                           |                           |                           |                           |                           |                           |                           | 엘프스보리                | 샬케 04 1                 |                           |                           |                           |                           |                           |                           |                           |                           |
| 2010-11 |                           |                           |                           |                           |                           |                           |                           |                           |                           |                           | 레인저스 1                | 샬케 04                   |                           |                           |                           |                           |                           |                           |                           |
| 2011-12 |                           |                           |                           |                           |                           |                           |                           |                           |                           |                           | 레버쿠젠 1                |                           |                           |                           |                           |                           |                           |                           |                           |
| 2012-13 |                           |                           |                           |                           |                           |                           |                           |                           |                           |                           | 바테 보리소프 1           | 파리 생제르맹             |                           |                           |                           |                           |                           |                           |                           |
| 2015-16 |                           |                           |                           |                           |                           |                           |                           |                           |                           | 모나코                    | 헨트 1                    |                           |                           |                           |                           |                           |                           |                           |                           |
| 2018-19 |                           |                           |                           |                           |                           |                           |                           |                           |                           |                           | 맨체스터 유나이티드 1     |                           |                           |                           |                           |                           |                           |                           |                           |
| 2019-20 |                           |                           |                           |                           |                           |                           |                           |                           |                           |                           | 아약스 1                  | 아탈란타                  |                           |                           |                           |                           |                           |                           |                           |
| UEFA 컵위너스컵 |                           |                           |                           |                           |                           |                           |                           |                           |                           |                           |                           |                           |                           |                           |                           |                           |                           |                           |                           |
| 시즌 | 예선전                    | 예선전                    | 예선전                    | 예선전                    | 예선전                    | 예선전                    | 예선전                    | 예선전                    | 예선전                    | 예선전                    | 32강전                    | 16강전                    | 8강전                     | 준결승전                  | 결승전                    |                           |                           |                           |                           |
| 1967-68 |                           |                           |                           |                           |                           |                           |                           |                           |                           |                           | 크루세이더스              | 스테아우아 부쿠레슈티     | 바이에른 뮌헨             |                           |                           |                           |                           |                           |                           |
| 1979-80 |                           |                           |                           |                           |                           |                           |                           |                           |                           |                           | B 1903                    | 레인저스                  | 바르셀로나                | 낭트                      | 아스널                    |                           |                           |                           |                           |
| 1980-81 |                           |                           |                           |                           |                           |                           |                           |                           |                           |                           | 모나코                    | 카를 차이스 예나          |                           |                           |                           |                           |                           |                           |                           |
| 인터시티스 페어스컵 / UEFA컵 / 유로파리그 |                           |                           |                           |                           |                           |                           |                           |                           |                           |                           |                           |                           |                           |                           |                           |                           |                           |                           |                           |
| 시즌 | 예선전                    | 예선전                    | 예선전                    | 예선전                    | 예선전                    | 예선전                    | 예선전                    | 예선전                    | 예선전                    | 예선전                    | 32강전                    | 16강전                    | 8강전                     | 준결승전                  | 결승전                    |                           |                           |                           |                           |
| 1961-62 |                           |                           |                           |                           |                           |                           |                           |                           |                           |                           | 노팅엄 포리스트           | 로잔-스포르               | 인테르나치오날레          | MTK                       | FC 바르셀로나             |                           |                           |                           |                           |
| 1962-63 |                           |                           |                           |                           |                           |                           |                           |                           |                           |                           | 셀틱                      | 던펌린 애슬레틱           | 하이버니언                | 로마                      | 디나모 자그레브           |                           |                           |                           |                           |
| 1963-64 |                           |                           |                           |                           |                           |                           |                           |                           |                           |                           | 섐록                      | 라피트 빈                 | 우이페슈트                | 쾰른                      | 사라고사                  |                           |                           |                           |                           |
| 1964-65 |                           |                           |                           |                           |                           |                           |                           |                           |                           | RFC 리에주                |                           |                           |                           |                           |                           |                           |                           |                           |                           |
| 1965-66 |                           |                           |                           |                           |                           |                           |                           |                           |                           | 하이버니언                | 바젤                      | 리즈 유나이티드           |                           |                           |                           |                           |                           |                           |                           |
| 1966-67 |                           |                           |                           |                           |                           |                           |                           |                           |                           | 뉘른베르크                | 츠르베나 즈베즈다         | 리즈 유나이티드           |                           |                           |                           |                           |                           |                           |                           |
| 1968-69 |                           |                           |                           |                           |                           |                           |                           |                           |                           | 스포르팅 리스본           |                           |                           |                           |                           |                           |                           |                           |                           |                           |
| 1969-70 |                           |                           |                           |                           |                           |                           |                           |                           |                           | 슬라비아 소피아           |                           |                           |                           |                           |                           |                           |                           |                           |                           |
| 1970-71 |                           |                           |                           |                           |                           |                           |                           |                           |                           | 코크 하이버니언스         | 베버런                    |                           |                           |                           |                           |                           |                           |                           |                           |
| 1972-73 |                           |                           |                           |                           |                           |                           |                           |                           |                           | 맨체스터 시티             | 츠르베나 즈베즈다         |                           |                           |                           |                           |                           |                           |                           |                           |
| 1978-79 |                           |                           |                           |                           |                           |                           |                           |                           |                           | CSKA 소피아               | 아르제슈 피테슈티         | 웨스트 브로미치 앨비언    |                           |                           |                           |                           |                           |                           |                           |
| 1981-82 |                           |                           |                           |                           |                           |                           |                           |                           |                           | 보헤미안스                | 보아비스타                | 하이두크                  | IFK                       |                           |                           |                           |                           |                           |                           |
| 1982-83 |                           |                           |                           |                           |                           |                           |                           |                           |                           | 맨체스터 유나이티드       | 바니크 오스트라바         | 스파르타크 모스크바       | 안데를레흐트              |                           |                           |                           |                           |                           |                           |
| 1989-90 |                           |                           |                           |                           |                           |                           |                           |                           |                           | 빅토리아 부쿠레슈티       | 포르투                    |                           |                           |                           |                           |                           |                           |                           |                           |
| 1990-91 |                           |                           |                           |                           |                           |                           |                           |                           |                           | 이라클리스                | 로마                      |                           |                           |                           |                           |                           |                           |                           |                           |
| 1992-93 |                           |                           |                           |                           |                           |                           |                           |                           |                           | 나폴리                    |                           |                           |                           |                           |                           |                           |                           |                           |                           |
| 1993-94 |                           |                           |                           |                           |                           |                           |                           |                           |                           | 낭트                      | 카를스루에                |                           |                           |                           |                           |                           |                           |                           |                           |
| 1996-97 |                           |                           |                           |                           |                           |                           |                           |                           |                           | 바이에른 뮌헨             | 슬라비아 프라하           | 베식타시                  | 샬케 04                   |                           |                           |                           |                           |                           |                           |
| 1998-99 |                           |                           |                           |                           |                           |                           |                           |                           |                           | 스테아우아                | 리버풀                    |                           |                           |                           |                           |                           |                           |                           |                           |
| 2001-02 |                           |                           |                           |                           |                           |                           |                           |                           | 체르노모레츠 노보로시스크 | 레기아 바르샤바           | 셀틱                      | 세르베트                  | 인테르나치오날레          |                           |                           |                           |                           |                           |                           |
| 2003-04 |                           |                           |                           |                           |                           |                           |                           |                           | AIK                       | 마카비 하이바             | 베식타시                  | 겐츨레르비를리이          | 보르도                    | 비야레알                  | 마르세유                  |                           |                           |                           |                           |
| 2004-05 |                           |                           |                           |                           |                           |                           |                           |                           |                           |                           | 스테아우아                |                           |                           |                           |                           |                           |                           |                           |                           |
| 2008-09 |                           |                           |                           |                           |                           |                           |                           |                           | 마리티무                  | 클뤼프 브뤼허 1           | 디나모 키예프             |                           |                           |                           |                           |                           |                           |                           |                           |
| 2009-10 |                           |                           |                           |                           |                           |                           |                           |                           | 스타베크                  | 제노아 1                  | 클뤼프 브뤼허             | 베르더 브레멘             | 아틀레티코 마드리드       |                           |                           |                           |                           |                           |                           |
| 2011-12 |                           |                           |                           |                           |                           |                           |                           |                           |                           |                           | 스토크 시티               | PSV                       | AZ                        | 아틀레티코 마드리드       |                           |                           |                           |                           |                           |
| 2013-14 |                           |                           |                           |                           |                           |                           |                           |                           |                           | 쿠반 크라스노다르 1       | 디나모 키예프             | 루도고레츠 라즈그라드     | 바젤                      | 세비야                    |                           |                           |                           |                           |                           |
| 2015-16 |                           |                           |                           |                           |                           |                           |                           |                           |                           |                           | 라피트 빈                 | 아틀레틱 빌바오           |                           |                           |                           |                           |                           |                           |                           |
| 2018-19 |                           |                           |                           |                           |                           |                           |                           |                           |                           |                           | 셀틱                      | 크라스노다르              | 비야레알                  | 아스널                    |                           |                           |                           |                           |                           |
| 인터토토컵 |                           |                           |                           |                           |                           |                           |                           |                           |                           |                           |                           |                           |                           |                           |                           |                           |                           |                           |                           |
| 시즌 |                           |                           |                           |                           |                           |                           |                           |                           |                           |                           | 32강전                    | 16강전                    | 8강전                     | 준결승전                  | 결승전                    |                           |                           |                           |                           |
| 1998 |                           |                           |                           |                           |                           |                           |                           |                           |                           |                           |                           |                           | 신니크 야로슬라블         | 에스파뇰                  | 잘츠부르크                |                           |                           |                           |                           |
| 2005 |                           |                           |                           |                           |                           |                           |                           |                           |                           |                           |                           |                           | 헨트                      | 로다                      | 함부르크                  |                           |                           |                           |                           |

## 아카데미: 발렌시아 훈련장 재단
2009년 5월을 기점으로, 발렌시아는 훈련장에 입주했는데, 이 훈련장은 스페인 축구단 최초의 다종목 훈련장이다.
발렌시아 훈련장 재단 "아카데미"는 스포츠와 축구에 연관된 고등 교육, 교실 훈련, 비대면 훈련을 제공한다.
발렌시아는 스포츠 경영 석사 과정을 운영하는 손꼽히는 구단들 중 하나로, 현재 발렌시아 생뱅상 순교성인 가톨릭 대학교와 연계 과정으로 운영하고 있다.
발렌시아 90주년 행사에서, 훈련장 개장식에 축구단학 전공을 운영한 최초의 대학인 발렌시아 대학교 관계자가 참석했고, 발렌시아는 스페인 구단 역사상 최초로 대학교의 전공 연구 대상 구단이 되었다.

## 모터스포츠 활동

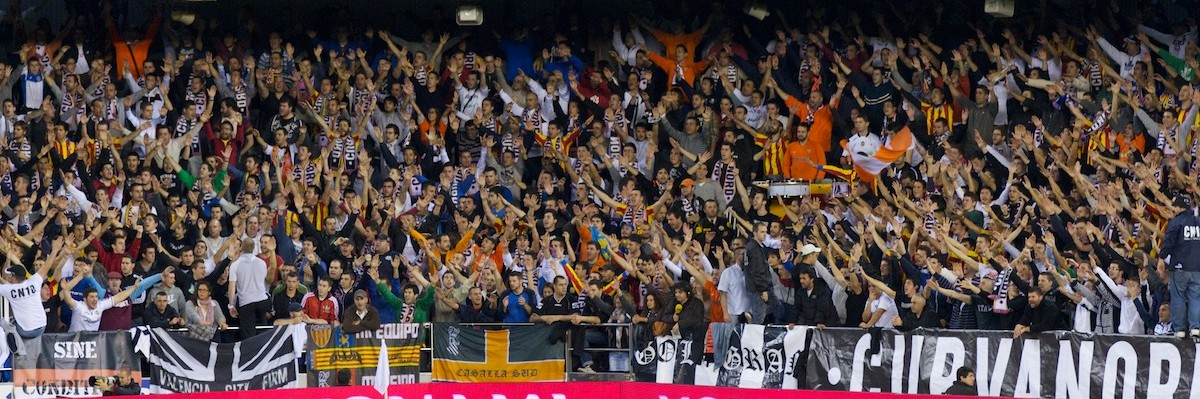
발렌시아의 지지자들

발렌시아는 포뮬러 원, 슈퍼 GT, 모터사이클 그랑프리(모토GP, 모토2, 모토3, 250cc), 그리고 포뮬러 니폰 등의 모터스포츠 활동 전력도 있다. 발렌시아는 2003년부터 2008년까지 파나소닉 도요타 레이싱을 후원하여 당시 유니폼 후원사가 도요타였다. 발렌시아는 도요타제 차량을 운영하는 포뮬러 니폰을 후원하기도 했고, 도요타 슈퍼 GT 선수단 GT500과 GT300을 후원했다. 2009년, 발렌시아는 전 250cc 선수단 스탑 앤 고 레이싱 팀의 공식 후원자가 되었고, 이후 2014년에는 모터사이클 그랑프리(모토GP, 모토2, 그리고 모토3)의 아스파르 팀을 후원했다.

## E스포츠 활동
2016년 6월, 발렌시아는 E스포츠 부서를 열어 하스스톤, 로켓 리그, 그리고 리그 오브 레전드의 세부 부서를 편성하였는데, 리그 오브 레전드의 경우 베식타시, 산투스, 샬케 04, 그리고 파리 생제르맹과 함께 리그단을 꾸렸다. 7월 13일에는 스페인 선수로 구성된 리그단을 꾸렸는데, 이들은 대체로 리그 오브 레전드 유러피언 챔피언십(EU LCS) 유경험자였다.
2020년 11월, 발렌시아 E스포츠부는 태국에 펜타스톰 선수단을 꾸렸다. 6명의 태국 선수로 구성된 이 선수단은 펜타스톰 프로 리그에 참가했다. 이들은 인근 부리람 유나이티드와 파리 생제르맹과 함께 펜타스톰 구단을 운영했다.

## 같이 보기
- 발렌시아 BC
- 트로페오 나란하
- 발렌시아 CF 메스타야 (발렌시아 CF의 리저브 팀)
- 포브스 최고 가치 축구단 목록
- UEFA 클럽대항전 통계 및 기록
- UEFA 클럽대항전 우승팀 목록

## 참고 문헌
- Valencia Club de Fútbol (1919–1969), Bodas de Oro, de José Manuel Hernández Perpiñá. 1969, Talleres Tipográficos Vila, S.L.
- Historia del Valencia F.C., de Jaime Hernández Perpiñá. 1974, Ediciones Danae, S.A. OCLC 2985617
- La Gran Historia del Valencia C.F., de Jaime Hernández Perpiñá. 1994, Levante-EMV. ISBN 84-87502-36-9
- DVD Valencia C.F. (Historia Temática). Un histórico en la Liga. 2003, Superdeporte. V-4342-2003